# IPod
| iPod shuffle | (4. Generation) |
| iPod nano    | (7. Generation) |
| iPod classic | (6. Generation) |
| iPod touch   | (7. Generation) |

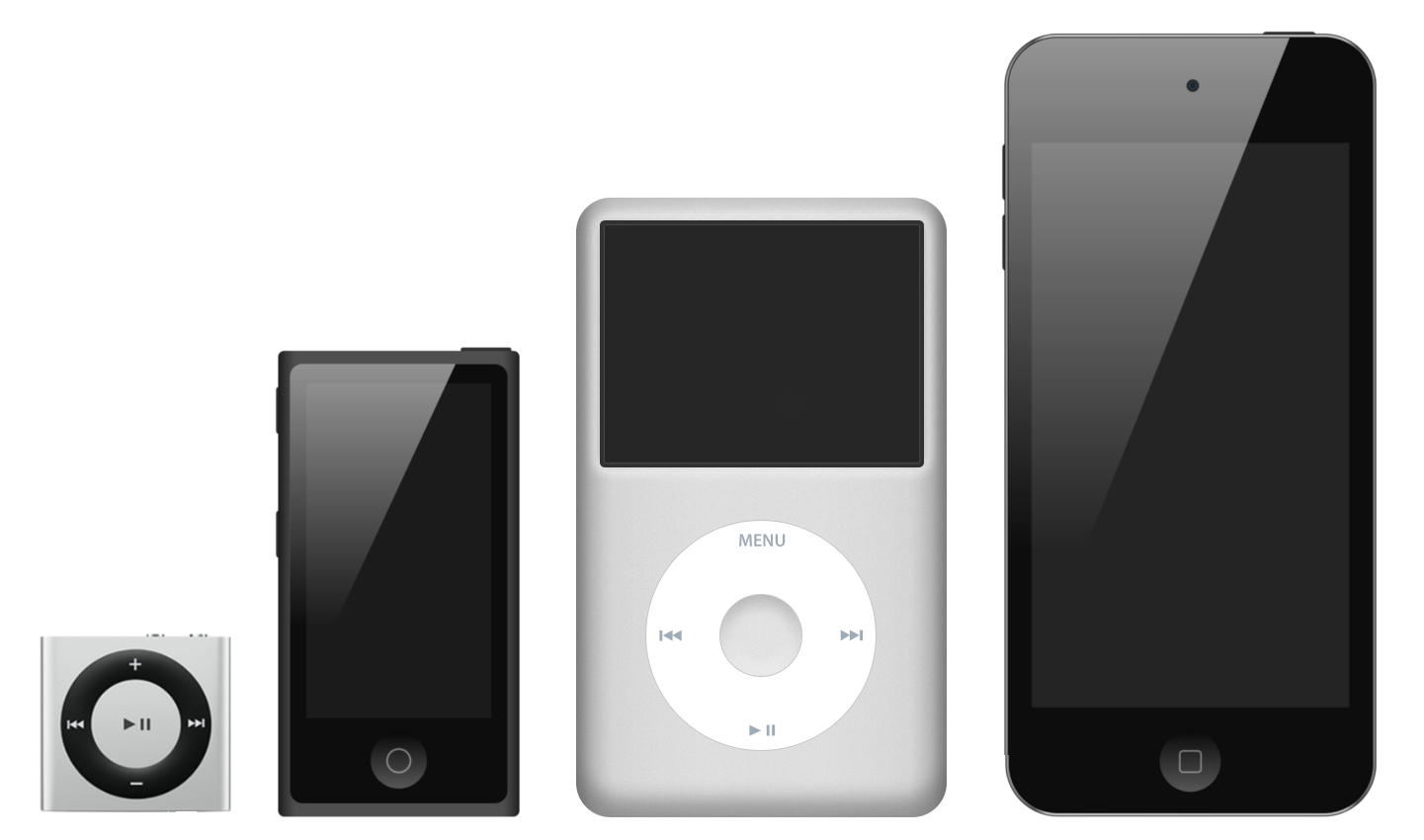
Die iPod-Produktlinie (von links):

iPod (von englisch pod ‚Kapsel‘) ist die Bezeichnung einer Serie tragbarer digitaler Medienabspielgeräte des Unternehmens Apple. Sie sind die weltweit meistverkauften tragbaren Wiedergabegeräte für Audiodateien. Einige Modelle können zudem Videodateien wiedergeben.
Apple sieht die Verknüpfung mit der eigenen kostenlosen Software iTunes vor, um einen iPod mit multimedialen Inhalten (Musik, Bilder, Videos, Adresskontakte und Spiele) zu füllen. Der iPod lässt sich mit Software anderer Hersteller bespielen und verwalten; das Bespielen mittels betriebssystemeigenen Dateimanagern ist jedoch nicht möglich.
Die Idee, bei Apple einen Musikabspieler mit einer geräumigen Festplatte als Speichermedium zu produzieren, hatte Jon Rubinstein. Derartige Geräte waren zu der Zeit zwar auf dem Markt, jedoch wenig erfolgreich. Tony Fadell brachte das Konzept des Gespanns aus portablem Abspieler und dazugehörigem Onlinemusikvertrieb in die Firma, er arbeitete als Elektronikentwickler am iPod. Das Design der Geräte stammt von Jonathan Ive. 2002 gewann der iPod den Red Dot Design Award.
Nach Einstellung der Produktion des iPod touch am 10. Mai 2022 stellt Apple nun kein Gerät der iPod-Produktlinie mehr her.

## Geschichte
2001: Jon Rubinstein zeigte im Februar 2001 dem damaligen Apple-Chef Steve Jobs eine erste, nur 1,8 Zoll messende Festplatte und entwickelte die Idee eines iPod. Jobs antwortete ihm „Go for it!“ (deutsch: „Mach es!“) und stellte am 23. Oktober 2001 den ersten iPod mit einer 5-GB-Festplatte vor. Zur Navigation in Abspiellisten, zum Regeln der Lautstärke und zum Anwählen gewünschter Stellen innerhalb eines Liedes besaß dieses Modell ein bewegliches Scrollrad.
2002: Nach der Einführung eines zweiten Modells mit einer 10-GB-Festplatte (am 21. März 2002) wurde am 17. Juli 2002 die zweite Generation des iPods angekündigt, mit einer 10 oder 20 GB großen Festplatte und einer Fernbedienung im Kopfhörerkabel. Das Scrollrad hieß nun Touch Wheel, denn es war nicht mehr mechanisch beweglich, sondern berührungsempfindlich – mit (modellabhängig) mehr als 100 Sensoren stellte es die Drehrichtung fest. Alternativ waren diese Modelle als Windows-Version erhältlich.
2003: Die dritte Generation wurde am 28. April 2003 vorgestellt und war ab dem 8. September 2003 erhältlich. Sie kam mit neuem Design, berührungsempfindlichen Tasten, Dock Connector (statt FireWire-Buchse), USB-Anschluss und mit einer Verkleinerung der Akkuladung von 10 auf 8 Stunden Laufzeit auf den Markt. Bei der Vorstellung kündigte Apple 10, 15 oder 30 GB große Festplatten an; verkauft wurden iPods mit Festplattenkapazitäten von 20 und 40 GB. Im September 2003 wurde der einmillionste iPod verkauft.

Click Wheel

2004: Im Januar 2004 wurde der iPod mini angekündigt. Bei diesem Gerät waren Touch Wheel und Tasten erstmals unter einer Oberfläche, dem „Click Wheel“, vereint; er war in den Farben Silber, Blau, Grün, Pink und Gold erhältlich. Die Nachfrage nach dem iPod mini war so groß, dass am 17. Februar bereits über 100.000 Vorbestellungen eingegangen waren. Am 20. Februar 2004 begann die Auslieferung in den USA, am 24. Juli 2004 in Europa. Seit 19. Juli 2004 war die vierte Generation des ursprünglichen iPod als 20- und 40-GB-Modell erhältlich. Er besaß nun wie der iPod mini ein Click Wheel, und die Spieldauer erhöhte sich laut Apple von acht auf zwölf Stunden. Die ersten Vorbestellungen des iPod photo und des limitierten iPod U2 wurden am 26. Oktober 2004 entgegengenommen. Ersterer hatte einen Farbbildschirm, eine verbesserte Akkudauer von 15 Stunden bei Musik- und fünf Stunden bei Diashow-Wiedergabe. Die U2-Special-Edition besaß eine schwarze Front mit einem roten Click Wheel und eine Gravur der Unterschriften der vier Bandmitglieder von U2 auf der Rückseite. Außerdem bekamen Käufer einen Rabatt auf The Complete U2 im iTunes Music Store.
2005: Am 11. Januar 2005 wurden zwei Modelle des iPod shuffle mit 512 und 1024 MB Speicherplatz auf Flash-Speicher-Basis vorgestellt. Sie hatten jeweils 18 Stunden Akkulaufzeit, keinen Bildschirm und gaben die Musikstücke entweder in fester oder zufälliger Reihenfolge wieder. Am 23. Februar 2005 erschienen neue Versionen des iPod mini (mit 4 oder 6 GB erhältlich, Akkulaufzeit jetzt 18 Stunden), des iPods der vierten Generation (nur mit 20 GB erhältlich) und des iPod photo (nun mit 30 oder 60 GB erhältlich). Außerdem wurden die Preise aller Modelle gesenkt. Der iPod photo war seit dem 28. Juni 2005 nicht mehr erhältlich. Stattdessen wurde der iPod nun mit einem Farbbildschirm und Kapazitäten von 20 und 60 GB angeboten. Auch der iPod U2 Special Edition bekam einen Farbbildschirm. Die Preise für iPod, iPod U2 Special Edition und iPod shuffle 1 GB wurden gesenkt. Software-Aktualisierungen zur Unterstützung von Podcasts erschienen im Juli (zusammen mit iTunes Version 4.9, aber nur für iPods der vierten Generation und iPod mini). Der iPod nano mit Zwei- und Vier-GB-Flash-Speicher wurde am 7. September 2005 vorgestellt. iTunes war nun in der Version 5 verfügbar. Die Produktion des iPod mini wurde eingestellt. Apple präsentierte am 12. Oktober 2005 die fünfte iPod-Generation, die erstmals Videos abspielen konnte. Er war mit 30 und 60 GB und ebenso wie der iPod nano in zwei Farben erhältlich. Der iPod U2 Special Edition wurde nicht mehr hergestellt. iTunes waren in der Version 6 mit neuer Videofunktion und Videostore erhältlich, in dem (zumindest im amerikanischen ITMS) auch Fernsehserien, Musikvideos sowie Pixar-Kurzfilme zum Kauf angeboten werden.
2006: Apple präsentierte am 10. Januar 2006 das Zubehör iPod Radio Remote für iPod video und iPod nano. Gleichzeitig erschien eine neue Firmware-Version, die die Unterstützung der Fernbedienung gewährleistete und einige Fehler korrigierte. Am 7. Februar 2006 senkte Apple die Preise der iPod-shuffle-Reihe und führte den iPod nano mit 1 GB ein. Am 6. Juni 2006 präsentierte der Hersteller den neuen iPod U2 Special Edition mit 30 GB. Zusätzlich zu den Besonderheiten der ersten Version erhielt der Käufer einen Gutschein für 30 Minuten „exklusives U2-Videomaterial“ aus dem iTunes Store.
Apple präsentierte am 12. September 2006 die zweite Generation des iPod nano und aktualisierte den iPod der fünften Generation. Der iPod shuffle bekam ein ganz neues Design. Den iPod gab es nun in einer 30- und einer 80-GB-Version und der Bildschirm war nun deutlich heller. Außerdem gab es im neuen iTunes-Store Spiele für den iPod. Der iPod nano hatte nun 2, 4 oder 8 GB Speicherkapazität und ein Aluminiumgehäuse in den Farben Silber, Schwarz, Blau, Pink und Grün. Der iPod shuffle war kleiner als die Vorgängergeneration, besaß ein silberfarbenes Aluminiumgehäuse, hatte einen integrierten Clip, mit dem er an der Kleidung befestigt werden konnte, und war nur noch mit 1 GB Speicherkapazität erhältlich. Am 13. Oktober 2006 stellte Bono von U2 den iPod nano Product Red in rot mit 4 GB Speicher vor, dessen Kauf mit einer Spende an die Hilfestiftung Global Fund verbunden ist. Am 1. November 2006 startete eine Kooperation mit dem Sportschuhhersteller Nike: Das Nike+iPod-Paket beinhaltete einen Schrittzähler mit Sender für den Schuh und einen Adapter mit Empfänger für den iPod nano. Am 3. November bot Apple den iPod nano Product Red auch in einer 8-GB-Version an.
2007: Am 9. Januar 2007 stellte Steve Jobs auf der Macworld das iPhone vor, und am 30. Januar 2007 bot Apple den iPod shuffle in fünf Farben an: Neu waren Rosa (Pink), Orange, Grün und Blau. Am 5. September 2007 wurde die gesamte iPod-Linie aktualisiert: Der iPod shuffle war als Product Red erhältlich, der iPod nano konnte nun Videos abspielen, der iPod wurde zum iPod classic, der nun mit 80 GB und 160 GB erhältlich war, und der iPod touch wurde vorgestellt. Das iPhone wurde am 9. November 2007 erstmals in Deutschland verkauft, nachdem es in den USA schon seit dem 28. Juni 2007 verfügbar war.
2008: Seit dem 21. Januar 2008 war der iPod nano in der Farbe Pink erhältlich. Am 5. Februar 2008 wurde der iPod touch zusätzlich mit 32-GB-Speicher und das iPhone mit 16-GB-Speicher angeboten. Am 19. Februar wurde der iPod shuffle im Preis gesenkt und erhielt eine neue 2-GB-Version. Am 9. September 2008 stellte Apple die vierte Generation des iPod nano, die zweite Generation des iPod touch sowie neue Farbvarianten des iPod shuffle vor. Seit diesem Zeitpunkt gab es den iPod classic in der 120-GB-Version.
2009: Am 11. März 2009 wurde der iPod shuffle der dritten Generation vorgestellt. Er verfügt über eine Speicherkapazität von 2 oder 4 GB, lässt sich ausschließlich über die mitgelieferte Kopfhörerfernbedienung steuern und ist in den Farben Schwarz, Silber, Grün, Hellblau und Pink erhältlich, außerdem gibt es eine Special Edition in Edelstahl. Am 9. September 2009 stellte Apple auf einem Special Event mit dem Titel It’s only rock and roll, but we like it die nächste Generation des iPod nano, des iPod classic und eine Überarbeitung des iPod touch sowie des Programms iTunes 9.0 vor.
2010: Am 1. September 2010 stellte Apple eine neue Generation des iPod nano ohne Kamera und Videofunktion – allerdings mit Multitouch – vor. Des Weiteren wurde der iPod touch in der vierten Generation vorgestellt. Dieser ist dünner und hat zwei Kameras an Vorder- und Rückseite für Videoaufnahmen in HD (720p). Weiterhin ist die Nutzung von FaceTime möglich, das Apple bereits beim iPhone 4 vorgestellt hatte. Er hat ein Gyroskop und Retina-Display, allerdings keinen Blitz. Der iPod shuffle erhielt ein schlankeres Design sowie die bei der vorhergehenden Generation von vielen Kunden vermissten Tasten zurück. Außerdem werden nun Playlists und VoiceOver unterstützt. Weiterhin wurde iTunes in der Version 10 vorgestellt.
2011: Apple stellte am 4. Oktober 2011 eine aktualisierte Version des iPod touch vor, der technisch mit der Vorgängergeneration identisch ist. Er war in Weiß erhältlich und wurde mit iOS 5 ausgeliefert. Gleichzeitig wurde der iPod nano 6G vorgestellt, der durch ein Upgrade eine neue Benutzeroberfläche, neue Uhrendesigns und mehr Fitnessfunktionen besitzt, bei denen sich die letzten erfassten Aktivitäten in Kategorien anzeigen lassen.
2012: Apple stellte am 14. September 2012 eine aktualisierte Version des iPod touch, sowie des iPod nano vor. Der iPod touch hat ein 4″-Retina-Display erhalten, und den A5 Prozessor, der schon im iPhone 4S verwendet worden war. Zum anderen ist er im Vergleich zu seinem Vorgänger dünner geworden und wird mit iOS 6 ausgeliefert. Der iPod touch ist jetzt in mehreren Farben verfügbar. Der iPod nano hat ein größeres Display erhalten und ähnelt leicht dem iPod touch, läuft jedoch nicht mit iOS. Am 9. September 2014 wurde der Verkauf des iPod classic eingestellt. Im Juli 2017 wurde der Verkauf des iPod shuffle und iPod nano eingestellt. Am 10. Mai 2022 kündigte Apple auf ihrer Website an, die iPod-Produktlinie mit der Einstellung der Produktion des iPod touch, welcher der letzte noch produzierte iPod war, zu beenden.
Begründet wurde die Einstellung des letzten iPods mit der fehlenden Notwendigkeit für einen dedizierten MP3-Player, da Musikplayer heutzutage unter anderem in Smartphones, Computern und Tablets integriert seien.

## Modelle
Jeder iPod (mit Ausnahme früher iPod-shuffle-Generationen, die Apple Lossless und AIFF nicht unterstützten) unterstützt das Abspielen von Musikdaten in den Formaten MP3, AAC, AIFF, WAV, Apple Lossless, Protected AAC sowie das Hörbuchformat Audible. Einige iPods können zudem Videodateien in den Formaten H.264 und MPEG-4 abspielen.

### iPhone und iPad
Das iPhone enthält neben der Hauptfunktion des Telefonierens die volle Funktionalität eines iPod touch und kann daher als ein weiteres iPod-Modell angesehen werden. Die Benutzeroberfläche orientiert sich stark an den Gegebenheiten der iTunes-Versionen ab Version 7.5, so werden Alben im Cover Flow dargestellt. Ähnliches gilt für das iPad.
Das iPhone wird mittels USB 2.0 mit iTunes synchronisiert und hat in den Flash-Speichern Platz für bis zu 512 GB (je nach Modell) abzüglich des Betriebssystems (je nach Modell von ca. 700 MB bis zu einigen Gigabytes). In Deutschland wurde es am 9. November 2007 eingeführt.

### iPod

#### Erste Generation
Der erste iPod wurde am 23. Oktober 2001 vorgestellt, enthielt eine 5-GB-Festplatte und war nur mit Mac-Computern kompatibel. Er wurde am 21. März 2002 um eine 10-GB-Variante ergänzt. Die iPods der ersten Generation besaßen noch ein bewegliches, drehbares Scrollrad und noch keinen Dock-Anschluss; als Schnittstelle diente eine FireWire-Buchse, das passende Kabel wurde mitgeliefert.

#### Zweite Generation
Am 17. Juli 2002 eingeführt, mit 10- oder 20-GB-Festplatte bestückt und wahlweise für Mac oder Windows erhältlich, war bei diesem Gerät das Gehäuse ein wenig flacher als beim Vorgänger. Das mechanische Scrollrad wurde durch ein berührungsempfindliches Touchpad ohne bewegliche Teile ersetzt. Beim Blick von vorne auf das Gerät ist dieser Unterschied zur ersten Generation kaum zu erkennen.
Mit der zweiten Generation veröffentlichte Apple den ersten Windows-kompatiblen iPod. Die Datenübertragung erfolgte weiterhin über einen Firewire-Anschluss. Da iTunes für Windows noch nicht existierte, war dem Windows-iPod die MusicMatch Jukebox zum Synchronisieren beigelegt.

#### Dritte Generation
Der iPod der dritten Generation wurde am 28. April 2003 mit einer 15- und 30-GB-Festplatte eingeführt. Am 4. September 2003 erhöhte Apple die Kapazitäten auf 20 und 40 GB. Im Januar 2004 wurde das 10-GB-Modell durch das wieder eingeführte 15-GB-Modell abgelöst. Die Tasten waren bei diesem Gerät nicht mehr kreisförmig um das Scrollrad herum angeordnet, sondern oberhalb in einer Reihe.
Die Trennung zwischen Mac und Windows wurde aufgehoben, das gleiche Gerät konnte unter beiden Betriebssystemen verwendet werden. Der bisher oben befindliche FireWire- bzw. USB-Anschluss (beim Windowsmodell) wurde durch einen Multifunktionsbus, genannt Dock-Connector, unten ersetzt. Mit diesem neuen Anschluss wurde gleichzeitig ein Dock zum aufrechten Stand bei gleichzeitigem Laden und Synchronisieren und ein zusätzlicher Line-Out-Ausgang herausgebracht. Der Dock-Anschluss bietet anderen Herstellern eine Schnittstelle zum iPod. Seit Mitte 2005 ist die Verwendung lizenzpflichtig.

#### Vierte Generation
Die vierte Generation wurde am 19. Juli 2004 mit 20 und 40 GB eingeführt. Das Scrollrad wurde durch das vom iPod mini bekannte ClickWheel, das Scrollwheel und Tasten in sich vereint, ersetzt. Der Akku hält nun bis zu zwölf Stunden, was durch Verbesserungen in der Firmware erreicht wurde. Über das USB-2.0-Kabel kann der iPod jetzt nicht nur mit Daten, sondern auch mit Strom versorgt werden. Die Menüführung wurde leicht überarbeitet. Die Abspielgeschwindigkeit von Hörbüchern lässt sich steuern, ohne dass sich die Stimmfrequenzen verschieben. Mehrere On-The-Go-Playlists können verwaltet und auch Titel daraus entfernt werden.

#### iPod photo
Der iPod photo wurde am 26. Oktober 2004 von Apple vorgestellt und besitzt einen Farbbildschirm (220 × 176 Pixel, 16 Bit). Damit kann er zusätzlich zur Musik auch Bilder anzeigen und an ein Fernsehgerät angeschlossen werden. Seine Akku-Kapazität reicht aus, um 15 Stunden Musik zu hören oder fünf Stunden lang Diashows mit Musik darzustellen.
Fotos der Bildformate JPEG, BMP, GIF, TIFF und PNG müssen zur Darstellung auf dem iPod photo mit iTunes in ein proprietäres Format konvertiert und übertragen werden. Eine Kamera enthält der iPod photo jedoch nicht. In der Software unterscheidet sich der iPod photo nur wenig vom normalen iPod. Der Bildschirm ist sieben- oder achtzeilig und farbig. Sein Aussehen ähnelt zwar dem normalen weißen iPod, jedoch unterscheiden sie sich leicht in ihren Abmessungen und im Gewicht. Die 30-GB-Version ist um 4 Millimeter dicker und um 8 Gramm schwerer. Die 60-GB-Version dagegen ist 5 Millimeter dicker und 23 Gramm schwerer als der normale weiße iPod der vierten Generation. Zuerst wurde der iPod photo in einer 40- bzw. 60-GB-Version geliefert, dann wurde das 40- in ein 30-GB-Modell umgewandelt. Am 28. Juni 2005 wurde die Produktion des iPod photo eingestellt.
Am 28. Juni 2005 erhielten alle iPod-Modelle einen Farbbildschirm, der iPod photo wurde in die iPod-Linie integriert. Die maximale Akkulaufzeit erhöhte sich von zwölf auf 15 Stunden. Die neuen Modelle mit Farbbildschirm sind teilweise etwas schwerer und dicker.

#### Fünfte Generation
Vorgestellt am 12. Oktober 2005 mit 30 und 60 GB (ersetzt durch 80 GB am 12. September 2006), ist er neben der Standardfarbe Weiß auch erstmals in Schwarz erhältlich. Er besitzt einen im Gegensatz zum Vorgänger vergrößerten 2,5-Zoll-Bildschirm (6,4 cm) mit 320 × 240 Pixeln und als erster iPod die Fähigkeit, Videos abzuspielen, deshalb wird er auch mitunter als „iPod Video“ bezeichnet. Er unterstützt die Formate MPEG-4 und H.264; die angegebene Akkulaufzeit bei Videowiedergabe beträgt zwei Stunden bei 30 GB beziehungsweise drei Stunden bei 60 GB. Bei reiner Audiowiedergabe reicht eine Akkuladung bis zu 20 Stunden. Mit 11 und 14 Millimeter ist die fünfte Generation deutlich flacher als die Vorgängergeneration. Außerdem besitzt er die neuen Funktionen Screenlock, Weltzeituhr und Stoppuhr. Im September 2006 wurden neue Modelle des iPods herausgegeben (Generation 5.5). Diese haben einen helleren, weniger blaustichigen Bildschirm und neue Kopfhörer. Das 60-GB-Modell wurde durch ein 80-GB-Modell ersetzt (bei gleicher Größe wie das bisherige 60-GB-Modell). Außerdem verfügen beide Modelle über eine Suchfunktion. Die Akkulaufzeit bei Videowiedergabe wurde beim 80-GB-Modell laut Apple auf sechseinhalb Stunden erhöht.
Für die bisherigen iPod-Modelle der fünften Generation gibt es eine neue Software in der Version 1.2, dadurch besteht jetzt die Möglichkeit, die Bildschirmhelligkeit einzustellen und Spiele aus dem iTunes-Store zu installieren. Außerdem ist jetzt auch gapless playback (lückenlose Wiedergabe) möglich. Weiterhin wurde ein Programmfehler entfernt, wodurch die RDS-Kennung von Radiosendern bei Verwendung der iPod Radio Remote nun korrekt angezeigt wird. Außerdem wurde das Scrollen durch lange Interpreten- und Titellisten vereinfacht. Apple stellt diese vereinfachte und beschleunigte Suchfunktion auch für ältere Modelle der fünften Generation durch eine neue Software-Version zur Verfügung. Anfang Dezember 2006 brachte Apple wiederum eine neue Version 1.2.1 mit weiteren Fehlerkorrekturen heraus. Die aktuelle Softwareversion für die fünfte iPod-Generation hat die Bezeichnung 1.3.

#### Sechste Generation (iPod classic)
Der nun iPod classic genannte iPod 6G wurde von Steve Jobs am 5. September 2007 auf einer Sonderveranstaltung mit dem Namen The Beat Goes On in San Francisco vorgestellt. Er ist mit einer Speicherkapazität von 80 oder 160 GB in den Farben Silber und Space Grey erhältlich. Die Laufzeit des Akkus verlängerte sich im reinen Musikbetrieb auf 30 Stunden beim 80-GB-Modell, beziehungsweise 40 Stunden beim 160-GB-Modell. Die Schale besteht aus Metall und ist zu den Seiten hin leicht abgeflacht. Außerdem ist das dreidimensionale Blättern durch Albencover möglich, genannt Cover Flow. Im Hauptmenü ist die Anzeige nun geteilt und zeigt links die Menüpunkte und rechts verschiedene Einblendungen wie Musik, Video und Extras. Mit der Generation 6.1 wurde er mit 120 GB Speicherplatz angeboten und verfügt über die Genius-Funktionalität, bei der Wiedergabelisten mit „gut zueinander passenden Titeln“ erstellt werden können (Apple-Aussage: Songs that go great together).
Die Generation 6.2, die seit dem 9. September 2009 erhältlich war, wurde ausschließlich mit 160 GB Speicherplatz angeboten. Der offizielle Verkauf des iPod Classic wurde am 9. September 2014 eingestellt.

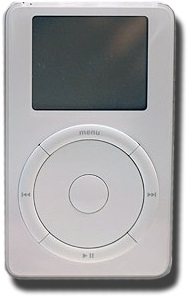
iPod (1. Generation)
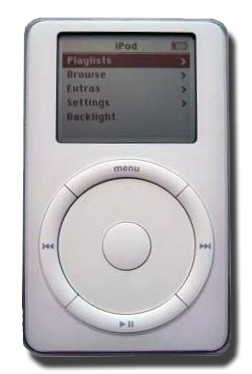
iPod (2. Generation)
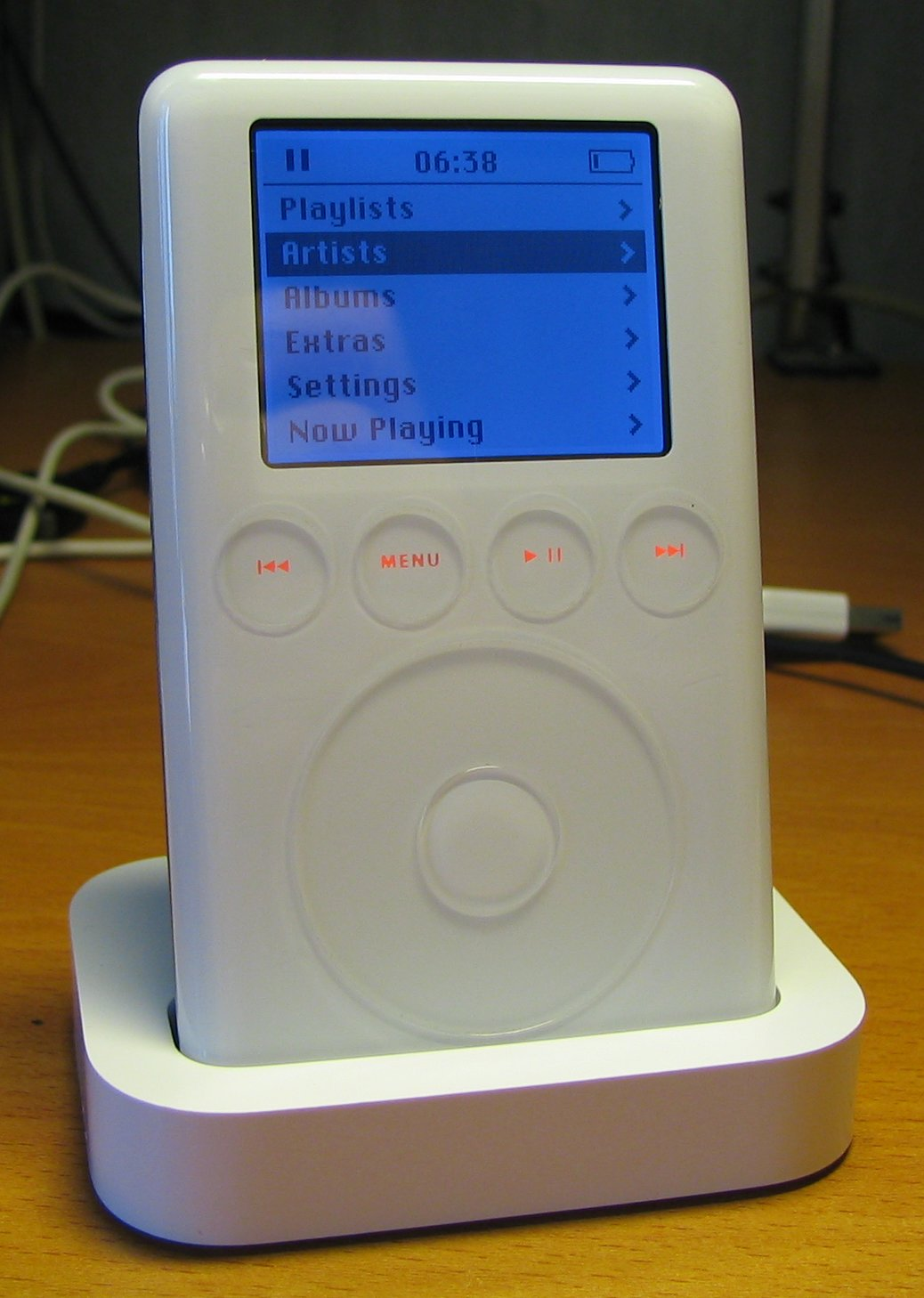
iPod (3. Generation) im Dock
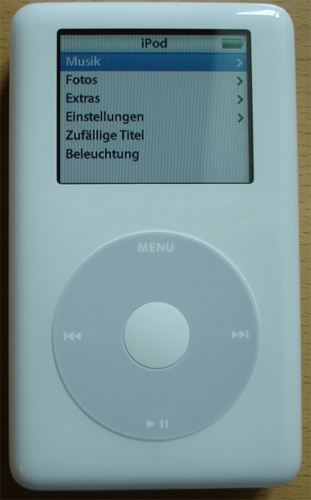
iPod photo 60 GB
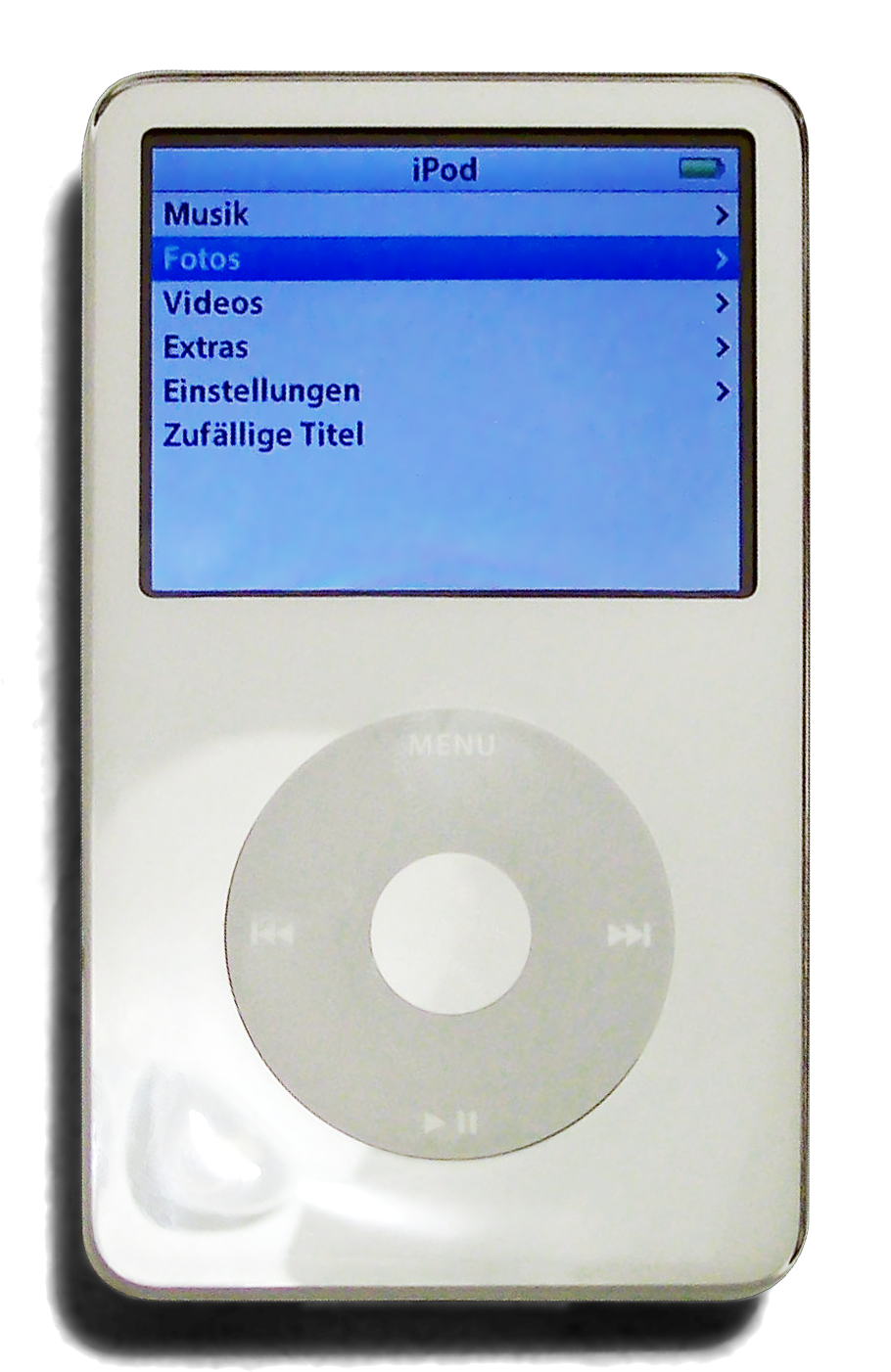
iPod (5. Generation)
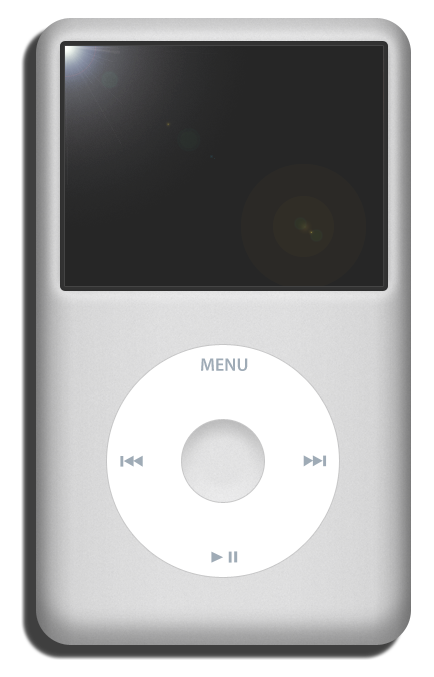
iPod classic (6. Generation)

#### Technische Informationen
| Modellgeneration | Speicherkapazität | Max. Akkulaufzeit | Gewicht | Maße (H × B × T)       | Markteinführung |
| ---------------- | ----------------- | ----------------- | ------- | ---------------------- | --------------- |
| 1. Generation    | 05 GB             | 10 h              | 185 g   | 102,6 × 61,8 × 19,9 mm | 2001            |
| 1. Generation    | 010 GB            | 10 h              | 185 g   | 102,6 × 61,8 × 19,9 mm | 2001            |
| 2. Generation    | 010 GB            | 10 h              | 185 g   | 102,6 × 61,8 × 18,3 mm | 2002            |
| 2. Generation    | 020 GB            | 10 h              | 204 g   | 102,6 × 61,8 × 21,2 mm | 2002            |
| 3. Generation    | 010 GB            | 08 h              | 158 g   | 103,5 × 61,8 × 15,7 mm | 2003            |
| 3. Generation    | 015 GB            | 08 h              | 158 g   | 103,5 × 61,8 × 15,7 mm | 2003            |
| 3. Generation    | 020 GB            | 08 h              | 158 g   | 103,5 × 61,8 × 15,7 mm | 2003            |
| 3. Generation    | 030 GB            | 08 h              | 176 g   | 103,5 × 61,8 × 18,7 mm | 2003            |
| 3. Generation    | 040 GB            | 08 h              | 176 g   | 103,5 × 61,8 × 18,7 mm | 2003            |
| 4. Generation    | 020 GB            | 12 h              | 158 g   | 104,0 × 61 × 14 mm     | 2004            |
| 4. Generation    | 040 GB            | 12 h              | 176 g   | 104,0 × 61 × 17 mm     | 2004            |
| 4. Generation    | 020 GB mit Farbe  | 15 h              | 167 g   | 104,0 × 61 × 16 mm     | 2004            |
| 4. Generation    | 030 GB mit Farbe  | 15 h              | 166 g   | 104,0 × 61 × 18 mm     | 2004            |
| 4. Generation    | 060 GB mit Farbe  | 15 h              | 181 g   | 104,0 × 61 × 19 mm     | 2004            |
| 5. Generation    | 030 GB            | 14 h              | 136 g   | 103,5 × 61,8 × 11 mm   | 2005            |
| 5. Generation    | 060 GB            | 20 h              | 157 g   | 103,5 × 61,8 × 14 mm   | 2005            |
| 5.5. Generation  | 030 GB            | 14 h              | 136 g   | 103,5 × 61,8 × 11 mm   | 2006            |
| 5.5. Generation  | 080 GB            | 20 h              | 156 g   | 103,5 × 61,8 × 14 mm   | 2006            |
| 6. Generation    | 080 GB            | 30 h              | 140 g   | 103,5 × 61,8 × 10,5 mm | 2007            |
| 6. Generation    | 160 GB            | 40 h              | 162 g   | 103,5 × 61,8 × 13,5 mm | 2007            |
| 6.1. Generation  | 120 GB            | 36 h              | 140 g   | 103,5 × 61,8 × 10,5 mm | 2008            |
| 6.2. Generation  | 160 GB            | 36 h              | 140 g   | 103,5 × 61,8 × 10,5 mm | 2009            |

### iPod mini
Der iPod mini wurde im Jahr 2004 eingeführt und im Herbst 2005 durch den iPod nano ersetzt. Der iPod mini wird heute nicht mehr verkauft.

#### Erste Generation
Das Gerät wurde in den USA im Februar 2004 und in allen anderen Ländern am 24. Juli 2004 eingeführt. Der iPod mini ist ein wesentlich kleinerer iPod, der jedoch nur eine 4-GB-Festplatte enthielt. Er erhielt als erstes Modell das ClickWheel, das Scrollrad und Knöpfe vereinigt. Den iPod mini gab es in fünf verschiedenen Farben: Blau, Pink, Grün, Silber und Gold. Als Akkulaufzeit gab Apple acht Stunden bei mittlerer Lautstärke und ausgeschalteter Bildschirmbeleuchtung an.

#### Zweite Generation
Am 23. Februar 2005 kamen neue Modelle auf den Markt. Zum 4-GB-Modell kam zusätzlich noch ein 6-GB-Modell hinzu, die Akkulaufzeit wurde auf bis zu 18 Stunden erhöht und die Farben waren nun deutlich kräftiger. Allerdings entfiel das goldfarbene Modell, somit verblieben Pink, Blau, Grün und Silber. Das Ladegerät gehörte nicht mehr zum Lieferumfang und der iPod mini war nur über das beiliegende USB-Kabel über die Schnittstelle am Computer aufzuladen oder ein Ladegerät als Zubehör zu erwerben.

#### Technische Informationen
| Modellgeneration | Bild | Speicherkapazität | Max. Akkulaufzeit | Gewicht | Maße (H × B × T) | Markteinführung |
| ---------------- | ---- | ----------------- | ----------------- | ------- | ---------------- | --------------- |
| 1. Generation    |      | 4 GB              | 08 h              | 103 g   | 91 × 51 × 13 mm  | 2004            |
| 2. Generation    |      | 4 GB              | 18 h              | 103 g   | 91 × 51 × 13 mm  | 2005            |
| 2. Generation    | 6 GB |                   | 18 h              | 103 g   | 91 × 51 × 13 mm  | 2005            |

### iPod nano

#### Erste Generation
Der iPod nano wurde am 7. September 2005 von Steve Jobs auf einem Special Music Event vorgestellt und ersetzte den iPod mini. Er ist in drei Varianten (1, 2 und 4 GB) sowie zwei Farben (Schwarz und Weiß) erhältlich und verwendet wie der iPod shuffle NAND-Flashspeicher. Dadurch ist er mit den Maßen 90 × 40 × 6,9 mm um etwa 60 Prozent kleiner als sein Vorgänger, der iPod mini, und etwa zwei Millimeter flacher als der iPod shuffle. Der iPod nano besitzt wie der iPod der fünften Generation einen Farbbildschirm (1,5 statt 2,5 Zoll), ein ClickWheel und eine Funktion zum Darstellen von Bildern. Der Kopfhöreranschluss befindet sich erstmals an der unteren Gerätekante. Der iPod nano war mit den meisten damals existierenden Erweiterungen (wie iTrip) nicht mehr kompatibel, weil er keine Stromversorgung mehr nach außen führte. Dennoch verfügte er über die meisten Funktionen seines großen Bruders. Hinzugekommen sind eine Weltzeituhr, ein „Screenlock“, eine Stoppuhr und eine Songtext-Anzeige. Der neuen Generation liegen die neuen Apple-iPod-Kopfhörer bei. Im Gegensatz zum iPod der ersten bis vierten Generation kann der iPod nano nur über USB mit Daten gefüllt werden, über FireWire kann nur noch der Akku geladen werden. Die Akkulaufzeit beträgt, laut Apple, bis zu 14 Stunden. Im Laufe der Zeit reduziert sich die Akkulaufzeit jedoch erheblich. Daher ist es ratsam, die Bildschirmbeleuchtung abzuschalten, da dies die Beanspruchung des Akkus erheblich verringert und somit längere Betriebszeiten ermöglicht.
Bei manchen ausgelieferten Geräten machten sich Qualitätsprobleme bemerkbar, insbesondere die schwarze Version war sehr kratzempfindlich. Apple ersetzte den Schaden, wenn dieser durch den Herstellungsfehler hervorgerufen wurde. Nur ein Prozent der gesamten Nano-Produktion war betroffen und bei den späteren Chargen waren fehlerfreie Geräte zu erhalten. Neueren Geräten liegt mittlerweile wie bei der Ausgabe iPod video eine Schutzhülle aus Stoff zur Vermeidung von Kratzern bei. Die Klangqualität hatte sich, insbesondere im Bassbereich, gegenüber dem iPod verbessert. Am 11. November 2011 startete Apple eine Rückrufaktion für die Geräte der ersten Generation des iPod nano. Es hatte Hinweise auf überhitzte Akkus bei dieser Produktreihe gegeben. Kunden mit betroffenen Geräten können online ein Formular ausfüllen, mit welchem eine Überprüfung der Seriennummer des Gerätes vorgenommen wird. Innerhalb von sechs Wochen werden schadhafte Geräte von Apple ausgetauscht, einschließlich 90-tägiger Garantie. Geräte mit persönlicher Gravur werden dabei durch unpersonalisierte Standardprodukte ersetzt.

#### Zweite Generation
Die zweite Generation des iPod nano wurde von Steve Jobs am 12. September 2006 auf einem Special Event vorgestellt. Das Design des Nachfolgemodells erinnerte mit seinem in unterschiedlichen Farben verfügbaren Eloxal-Gehäuse an den iPod mini. Allerdings sind nicht alle Farben für alle Speichergrößen verfügbar, die 2-GB-Version wurde in Silber angeboten, die 4-GB-Version in Grün, Pink, Orange, Blau und Silber, die 8-GB-Version in Schwarz. Im Oktober 2006 wurde die Serie um ein 4-GB-Sondermodell und ein 8-GB-Sondermodell „iPod nano Product Red“ ergänzt. Im Vergleich zur ersten Generation verfügte der iPod nano der zweiten Generation, laut Apple, über einen bis zu 40 % helleren Bildschirm und wiegt 40 Gramm bei einer Größe von 90 × 40 × 6,5 mm, somit ist er etwas flacher und leichter als die Vorgängerversion. Daraus ergibt sich ein Volumen von 23,4 cm³. Außerdem wurde laut Apple die Akkulaufzeit um zehn Stunden erhöht und beträgt nun 24 Stunden. Die Anschlüsse an der Unterseite des iPod nano der zweiten Generation wurden verändert, sodass einige Zubehörteile der Vorgängergeneration, wie Lanyard-Kopfhörer, Docking-Station oder Armband, hier nicht verwendbar sind. Die neue Version des iPod nano benötigte die Version 7 von iTunes. Ältere Versionen (zum Beispiel iTunes Version 6) waren nicht mehr kompatibel.

#### Dritte Generation
Die dritte Generation des iPod nano wurde von Steve Jobs am 5. September 2007 auf derselben Veranstaltung vorgestellt wie der iPod classic und der iPod touch. Auffälligstes Merkmal war der auf zwei Zoll vergrößerte Bildschirm mit LED-Hintergrundbeleuchtung und QVGA-Auflösung (320 × 240 Pixel). Der iPod nano konnte nun ebenfalls Videos abspielen und beherrschte auch Cover Flow. Im Hauptmenü ist die Anzeige geteilt, insgesamt erinnert der iPod nano 3G an den iPod classic, auch wenn er weiterhin aus eloxiertem Aluminium in verschiedenen Farben bestand. Es gab zwei Speichervarianten: Zum einen das silbergraue 4-GB-Modell und zum anderen ein Modell mit 8 GB, das zusätzlich in Blau, Rot (Product Red), Grün, Schwarz und seit 21. Januar 2008 auch in Pink erhältlich war. Im Vergleich zum Vorgänger war das Gerät kürzer und etwas dünner, dafür aber breiter (69,8 × 52,3 × 6,5 mm). Daraus ergab sich ein Volumen von 23,73 cm³ und ein Gewicht von 49,2 Gramm. Eine Akkuladung reichte laut Apple für 24 Stunden Musik oder fünf Stunden Videowiedergabe.

#### Vierte Generation
Der iPod nano der vierten Generation war seit dem 9. September 2008 mit einer Speicherkapazität von 4 oder 8 GB sowie im Unterschied zum Vorgänger mit 16 GB in neun verschiedenen Farben (Silber, Schwarz, Lila, Blau, Grün, Gelb, Orange, Rot und Pink) erhältlich. Er hat nun wie der iPod touch einen Beschleunigungssensor. Beispielsweise startet das Gerät beim Schütteln die Zufallswiedergabe (Shake to Shuffle) und wechselt durch einen Lagesensor automatisch das Format von Hoch- auf Querformat, wenn das Gerät entsprechend gehalten wird. Neu ist außerdem die sogenannte „Genius Playlist“, die automatisch zueinander passende Musikstücke abspielt. Es war nunmehr auch möglich, die Schriftgröße in den Menüs zu verändern. Außerdem bot er als erster iPod die Möglichkeit, eine Art Audio-Guide zu verwenden. Hierbei werden dem Nutzer die Menüinformationen und Informationen über das aktuelle Musikstück angesagt. Die Erzeugung der Sprachsynthese erfolgt am Computer. Der Nutzer hat daher eine große Auswahl an Sprachausgaben. Unter Windows etwa wird auf die Speech-API zurückgegriffen. iTunes synchronisiert die Informationen der Mediathek mit dem Audio-Guide, sodass immer die Möglichkeit besteht, Informationen über das Musikstück, den Podcast, das Video oder das Bild zu erfahren. Bei einem Gewicht von 36,8 Gramm beträgt die Akkulaufzeit laut Hersteller bei der Videowiedergabe bis zu vier Stunden und bis zu 24 Stunden bei reinem Musikbetrieb. Dieser iPod nano benutzt einen Samsung-S5L8720-SoC.
Kurz nach der Veröffentlichung im September 2008 tauchten bei diversen Fachhändlern (nicht aber in Apple Stores bzw. Apple Online Stores) Geräte mit 4 GB Speicherkapazität auf, die bis auf die Farbe Rot in allen üblichen Farben erhältlich waren. Kurze Zeit später hat Apple die 4-GB-Modelle offiziell bestätigt und erklärt, dass diese auf einigen Märkten in limitierter Auflage erhältlich seien. Apple hüllt sich in Schweigen, ob diese Geräte möglicherweise aus einer Fehlproduktion stammen oder ursprünglich für die Märkte in Entwicklungsländern vorgesehen waren. Im Dezember 2008 testete die Stiftung Warentest 20 mobile Multimediaplayer und der iPod nano erhielt die Gesamtnote 2,5 und belegte damit Platz 2 hinter dem Sony NWZ–A828 (Note 2,2).

#### Fünfte Generation
Am 9. September 2009 stellte Apple im Yerba Buena Center for the Arts den iPod nano der fünften Generation vor. Er hatte eine Videokamera, ein UKW-Radio, ein Mikrofon, einen Lautsprecher, einen Schrittzähler und war für einen Pulsmesser vorbereitet. Das Display hat eine Diagonale von 2,2 Zoll. Seine Oberfläche besteht aus poliertem Aluminium, unterscheidet sich aber im äußeren Erscheinungsbild nicht sehr vom iPod nano der vierten Generation. Er ist mit 8 und 16 GB in den Farben Silber, Schwarz, Lila, Blau, Grün, Orange und Pink erhältlich – im Apple Store zusätzlich in Gelb und Rot (Product Red).

#### Sechste Generation
Am 1. September 2010 wurde der iPod nano der sechsten Generation vorgestellt. Gegenüber der Vorgängergeneration wurde er auf 37,5 mm × 40,9 mm verkleinert, jedoch dicker, da sich auf der Rückseite eine große, dem iPod shuffle entlehnte Klemme befand. Die Verkleinerung der Grundfläche war möglich durch den Einsatz eines Touchscreen-Displays mit 3,91 cm (1,54 Zoll) Bilddiagonale und einer Auflösung von 240 × 240 Pixeln, das die gesamte Grundfläche einnahm. Die Bedienelemente wie das Clickwheel entfielen dadurch bis auf drei Knöpfe an der Längsseite. Weiterhin entfiel die in der Vorgängergeneration eingeführte Kamera, die Videoabspielfunktion und der Lautsprecher. Die Oberfläche bestand wie beim iPod der vierten Generation aus eloxiertem Aluminium. Er war in sieben Farben (Silber, Grau, Blau, Grün, Orange und Pink, sowie exklusiv in Rot als Product Red im Apple-Online-Shop) erhältlich. Die Hardware blieb im Wesentlichen bis zur Einführung der siebten Generation unverändert. Am 28. Februar 2011 wurde ein Firmwareupdate (Version 1.1) für diese Generation des iPod nano veröffentlicht, das einige kleinere Änderungen der Bedienung enthielt. Ein weiteres Update (Version 1.2) wurde am 4. Oktober 2011 im Rahmen von Apples Let’s Talk iPhone-Veranstaltung vorgestellt. Es enthielt größere Änderungen der Benutzeroberfläche, neue Uhrendesigns und mehr Fitnessfunktionen, bei denen sich die letzten erfassten Aktivitäten in Kategorien anzeigen lassen.

#### Siebte Generation

Siebte Generation der iPod nanos

Mit 5,4 mm Tiefe und 2,5″-Multi-Touch-Display wurde die geänderte Form in der siebten Generation am 12. September 2012 bekannt gegeben. Neben neuen Farben (helle Farbtöne in Graphit, Silber, Violett, Pink, Gelb, Grün, Blau und einer speziellen roten Variante), dem neuen Lightning-Anschluss und der integrierten Radioantenne ist auch ein Bluetooth-4.0-Modul eingebaut, um erstmals kabellos Verbindung zu Zubehör, Lautsprechern und Kopfhörern aufzubauen. Dieser iPod wird vorerst nur in 16 GB Kapazität erscheinen und enthält die neuen EarPod-Kopfhörer. Bei der Entwicklung scannte Apple laut eigener Aussage hunderte von Ohren, um den Komfort der EarPods zu verbessern. Die Entwicklungszeit betrug laut Apple drei Jahre. Am 10. September 2013 wurde die Farbe Graphit, die vom iPhone 5 bekannt war, durch die neue Farbe Space Gray ersetzt, die vom iPhone 5s, iPhone 6 und iPhone 6 Plus bekannt ist. Am 9. März 2015 wurde der Preis von 169 auf 179 Euro erhöht (in Österreich kostet er aufgrund der höheren Mehrwertsteuer 189 Euro, in der Schweiz 179 Franken). Im August 2015 wurde die Farbpalette erneuert und zeigt nun kräftigere Farbtöne sowie eine zart-goldene Variante. Am 27. Juli 2017 wurde der iPod nano eingestellt.

#### Technische Informationen
| Modellgeneration | Bild  | Speicherkapazität | Max. Akkulaufzeit       | Gewicht | Maße (H × B × T)      | Farbdisplaygröße Auflösung                               | Arbeits- speicher | Markt- einführung |
| ---------------- | ----- | ----------------- | ----------------------- | ------- | --------------------- | -------------------------------------------------------- | ----------------- | ----------------- |
| 1. Generation    |       | 01 GB             | 14 h Audio              | 42 g    | 90 × 40 × 6,9 mm      | 3,81 cm (1,5 Zoll) 176 × 132 Pixel                       | 32 MB             | 2005              |
| 1. Generation    | 02 GB |                   | 14 h Audio              | 42 g    | 90 × 40 × 6,9 mm      | 3,81 cm (1,5 Zoll) 176 × 132 Pixel                       | 32 MB             | 2005              |
| 1. Generation    | 04 GB |                   | 14 h Audio              | 42 g    | 90 × 40 × 6,9 mm      | 3,81 cm (1,5 Zoll) 176 × 132 Pixel                       | 32 MB             | 2005              |
| 2. Generation    |       | 02 GB             | 24 h Audio              | 40 g    | 90 × 40 × 6,5 mm      | 3,81 cm (1,5 Zoll) 176 × 132 Pixel                       | 32 MB             | 2006              |
| 2. Generation    | 04 GB |                   | 24 h Audio              | 40 g    | 90 × 40 × 6,5 mm      | 3,81 cm (1,5 Zoll) 176 × 132 Pixel                       | 32 MB             | 2006              |
| 2. Generation    | 08 GB |                   | 24 h Audio              | 40 g    | 90 × 40 × 6,5 mm      | 3,81 cm (1,5 Zoll) 176 × 132 Pixel                       | 32 MB             | 2006              |
| 3. Generation    |       | 04 GB             | 24 h Audio 05 h Video   | 49,2 g  | 69,8 × 52,3 × 6,5 mm  | 5,08 cm (2 Zoll) 320 × 240 Pixel                         | 32 MB             | 2007              |
| 3. Generation    | 08 GB |                   | 24 h Audio 05 h Video   | 49,2 g  | 69,8 × 52,3 × 6,5 mm  | 5,08 cm (2 Zoll) 320 × 240 Pixel                         | 32 MB             | 2007              |
| 4. Generation    |       | 04 GB             | 24 h Audio 04 h Video   | 36,8 g  | 90,7 × 38,7 × 6,2 mm  | 5,08 cm (2 Zoll) 240 × 320 Pixel                         | 32 MB             | 2008              |
| 4. Generation    | 08 GB |                   | 24 h Audio 04 h Video   | 36,8 g  | 90,7 × 38,7 × 6,2 mm  | 5,08 cm (2 Zoll) 240 × 320 Pixel                         | 32 MB             | 2008              |
| 4. Generation    | 16 GB |                   | 24 h Audio 04 h Video   | 36,8 g  | 90,7 × 38,7 × 6,2 mm  | 5,08 cm (2 Zoll) 240 × 320 Pixel                         | 32 MB             | 2008              |
| 5. Generation    |       | 08 GB             | 24 h Audio 05 h Video   | 36,3 g  | 91,4 × 38,1 × 6,1 mm  | 5,59 cm (2,2 Zoll) 240 × 376 Pixel                       | 64 MB             | 2009              |
| 5. Generation    | 16 GB |                   | 24 h Audio 05 h Video   | 36,3 g  | 91,4 × 38,1 × 6,1 mm  | 5,59 cm (2,2 Zoll) 240 × 376 Pixel                       | 64 MB             | 2009              |
| 6. Generation    |       | 08 GB             | 24 h Audio              | 21,1 g  | 37,5 × 40,9 × 8,78 mm | 3,91 cm (1,54 Zoll) 240 × 240 Pixel Multi-Touch          | 64 MB             | 2010              |
| 6. Generation    | 16 GB |                   | 24 h Audio              | 21,1 g  | 37,5 × 40,9 × 8,78 mm | 3,91 cm (1,54 Zoll) 240 × 240 Pixel Multi-Touch          | 64 MB             | 2010              |
| 7. Generation    |       | 016 GB            | 30 h Audio, 3,5 h Video | 31,0 g  | 76,5 × 39,6 × 5,4 mm  | 6,35 cm (2,5 Zoll) 240 × 432 Pixel (202 ppi) Multi-Touch | 64 MB             | 2012              |

### iPod shuffle

#### Erste Generation
Der iPod shuffle (von englisch to shuffle = ‚[Karten] mischen‘) wurde am 11. Januar 2005 vorgestellt und im September 2006 aktualisiert. Er hat ein glänzend weißes Plastikgehäuse und besitzt anstelle einer Festplatte einen Flash-basierten Speicher von 512 MB oder 1024 MB (1 GB). Der iPod shuffle besitzt kein Display. Neben der Funktion als Musikspieler kann er auch als normaler Daten-USB-Stick genutzt werden. Über USB-Anschluss wird aufgeladen und die Musik oder Dateien kopiert. Auf der Rückseite befindet sich ein Schalter, mit dem der iPod shuffle bedient wird. Er lässt sich in drei Positionen stellen:
1. Ausgeschaltet.
2. Alle Stücke in fester Reihenfolge abspielen.
3. Die Stücke in zufälliger Reihenfolge abspielen.

Unter dem Schalter befindet sich eine Akkuanzeige: Nach einem Knopfdruck zeigt die aufleuchtende Farbe in einem Ampelsystem den Ladezustand des integrierten Akkus:
Grün: guter Ladezustand
Gelb: mäßiger Ladezustand
Rot: schlechter Ladezustand bzw. Akku entladen.
Über iTunes können wahlweise zufällige Titel abgespielt oder eine bestimmte Playlist auf den iPod kopiert werden.

#### Zweite Generation
Am 12. September 2006 wurde der iPod shuffle der zweiten Generation von Steve Jobs vorgestellt. Den iPod shuffle gibt es seit dem 5. September 2007 mit veränderten Farbtönen, die denen des iPod nano der dritten Generation entsprechen. Erstmals hat auch das kleinste Modell der iPod-Reihe eine Product-Red-Serie. Seit dem 19. Februar 2008 gab es den iPod shuffle neben dem Modell mit 1 GB auch in einer 2-GB-Version. Am 9. September 2008 wurden die lieferbaren Farben des Shuffle geändert. Mit zum Lieferumfang gehört eine kleine Akku-Ladestation, die über den Kopfhöreranschluss des iPod shuffle angeschlossen wird. Auf der Gegenseite befinden sich zwei kleine Schalter, die zum Ein- bzw. Ausschalten und zum Wechsel zwischen den Funktionen „Shuffle“ und „In-Reihenfolge-spielen“ genutzt werden. Durch einen integrierten stabilen Clip lässt sich der iPod shuffle fast überall befestigen. Im Gegensatz zum Vorgänger ist sein Äußeres aus eloxiertem Aluminium gefertigt. Das Modell ist mit den Abmessungen von 27,3 × 41,2 × 10,5 mm (etwa die Größe der Apple Radio Remote, aber etwas dicker) und einem Gewicht von 15 Gramm kleiner und leichter als der Vorgänger und galt laut Apple als der derzeit kleinste Audio-Player weltweit.

#### Dritte Generation
Am 11. März 2009 wurde der iPod shuffle der dritten Generation vorgestellt. Diesen gibt es wahlweise mit 2 oder 4 GB Speicher. Er lässt sich nur noch durch die mitgelieferte Kopfhörerfernbedienung steuern. Seit dem 9. September 2009 ist der iPod shuffle außer in Schwarz und Silber auch in den Farben Blau, Grün und Pink erhältlich, sowie in einer 2-GB-Version. Es gibt zudem noch eine Sonderedition aus poliertem Edelstahl; diese verfügt über 4 GB Speicherkapazität und ist ausschließlich im Apple Store erhältlich. Neu bei den Modellen der dritten Generation ist zudem eine VoiceOver genannte Funktionalität, die auf Knopfdruck an der Kopfhörerfernbedienung den aktuell gespielten Interpreten, den Titel sowie die Wiedergabeliste nennt. Die Sprachsynthese findet dabei auf dem Rechner statt, nicht auf dem iPod. Die Ansagen werden in der gewünschten Sprache als AAC-Dateien erzeugt und bei der Synchronisation auf den iPod kopiert. Mit ihrer Einführung war die Funktion in 14 Sprachen verfügbar. Die eingesetzte Stimme ist unter Windows und Mac OS X Tiger weiblich, unter Mac OS X Leopard männlich.

#### Vierte Generation
Am 1. September 2010 wurde der iPod shuffle der vierten Generation vorgestellt. Diesen gibt es mit 2 GB Speicher und er ist in den Farben Silber, Blau, Grün, Gelb und Rosa erhältlich. Er lässt sich nun wieder durch Knöpfe am Gehäuse steuern, verfügt aber nach wie vor über kein Display. Das soll mit der VoiceOver-Funktion kompensiert werden, die in 29 Sprachen den aktuellen Titel und dessen Interpreten ansagt, vor kritischem Ladestand warnt oder Playlists nennt. Am 12. September 2012 wurden lediglich die Farben des iPod shuffle aktualisiert. Am 10. September 2013 wurde die Farbe Graphit, die vom iPhone 5 bekannt war, durch die neue Farbe Space Gray ersetzt, die vom iPhone 5s, iPhone 6 und iPhone 6 Plus bekannt ist. Am 9. März 2015 wurde in Deutschland der Preis von 49 auf 55 Euro erhöht (in Österreich kostet er aufgrund der höheren Mehrwertsteuer 59 Euro, in der Schweiz 59 Franken). Im August 2015 wurden die Farben des Shuffle erneuert. Sie sind jetzt kräftiger und entsprechen denen des zeitgleich aktualisierten iPod Nano. Am 27. Juli 2017 wurde der iPod shuffle zusammen mit dem iPod nano eingestellt.

#### Technische Informationen
| Modellgeneration | Bild   | Speicherkapazität | Max. Akkulaufzeit | Gewicht | Maße (H × B × T)      | Markteinführung |
| ---------------- | ------ | ----------------- | ----------------- | ------- | --------------------- | --------------- |
| 1. Generation    |        | 512 MB            | 12 h              | 22 g    | 84 × 25 × 8,4 mm      | 2005            |
| 1. Generation    | 001 GB |                   | 12 h              | 22 g    | 84 × 25 × 8,4 mm      | 2005            |
| 2. Generation    |        | 01 GB             | 12 h              | 15,6 g  | 27,3 × 41,2 × 10,5 mm | 2006            |
| 2. Generation    | 002 GB |                   | 12 h              | 15,6 g  | 27,3 × 41,2 × 10,5 mm | 2006            |
| 3. Generation    |        | 02 GB             | 10 h              | 10,7 g  | 45,2 × 17,5 × 7,8 mm  | 2009            |
| 3. Generation    | 004 GB |                   | 10 h              | 10,7 g  | 45,2 × 17,5 × 7,8 mm  | 2009            |
| 4. Generation    |        | 02 GB             | 15 h              | 12,5 g  | 29,0 × 31,6 × 8,7 mm  | 2010            |

Die iPod shuffle werden ab der 2. Generation mit einem speziellen Kabel, vierpolig 3,5 mm Mini-Klinke auf USB mit dem Computer bzw. der iTunes Software verbunden. Die Kabel für die 3. und 4. Generation können – obwohl sie mechanisch kompatibel sind – nicht mit den iPod shuffles der 2. Generation verwendet werden.

### iPod touch

#### Erste Generation
Am 5. September 2007 stellte Apple den iPod touch bei einem Special Event im Moscone-Center in San Francisco vor. Das Gerät basiert auf der Technik des iPhones und wird über einen Multi-Touch-Bildschirm bedient. Dieser nimmt wie beim iPhone einen Großteil der Fläche der Gehäuseoberseite ein und hat eine Auflösung von 480 × 320 Pixel. Das Gehäuse ähnelt stark dem des iPhones, ist jedoch deutlich flacher. Das Gerät verfügt als erster iPod über WLAN. Der iPod Dock Connector für eine Kabelverbindung ist ebenfalls vorhanden. Die verwendeten Komponenten stimmen weitgehend mit denen des iPhones überein, mit Ausnahme von Telefon- und Kamerafunktion, Bluetooth und einigen Softwarekomponenten.

#### Zweite Generation
Am 9. September 2008 wurde auf dem Apple Special Event Let’s Rock in San Francisco die zweite Generation des iPod touch vorgestellt. Das Design wurde leicht überarbeitet und ähnelt dem iPhone 3G. Die Rückseite ist nun leicht gewölbt, hinzu kamen ein integrierter Lautsprecher und ein an der linken Seite befindlicher Lautstärkeregler. Im Vergleich zum iPod touch der ersten Generation ist das neue Gerät um 0,5 mm stärker geworden, es wirkt aber wesentlich flacher, da es an den Seiten abgerundet wurde. Eine technische Neuerung ist ein integrierter Empfänger für das Nike + iPod-System. Es braucht nun nur noch der Sensor-Chip und nicht mehr das gesamte Nike + Sport Kit gekauft zu werden. Darüber hinaus wurde die Laufzeit des Akkus bei Musikwiedergabe von 22 auf 36 Stunden erhöht, bei Videos von fünf auf sechs Stunden. Außerdem wurde die Prozessortaktfrequenz von 412 MHz auf 532 MHz erhöht. Die aufgespielte Firmware bringt diverse neue Features und Fehlerbehebungen mit sich und ist auch für den iPod touch der ersten Generation kostenlos erhältlich, sollte eine 2.x-Firmware bereits installiert sein. Auch der seit Firmware 2.0 enthaltene App Store, mit dem neue Programme und Spiele auf den iPod touch geladen werden, wird mitgeliefert. Die Geräte werden mit 8, 16, 32 GB angeboten. Der iPod, die Kopfhörer und das USB-Kabel wurden ohne PVC und bromierte Flammschutzmittel hergestellt. Am 18. Januar 2009 ist den Mitgliedern des iPhone Dev Teams der erste Jailbreak des iPod touch 2G gelungen.
Im Frühjahr 2009 wurde für den iPod touch die Softwareversion 3.0 angeboten. Diese basiert auf der Software des iPhone 3G. Durch das neue Software-Update ist es möglich, mit einem iPod touch der 2. Generation eine Bluetoothverbindung aufzubauen. Der dazu notwendige Chip wurde von Anfang an in diese Geräte eingebaut. Dies ermöglicht unter anderem die Benutzung von Stereo-Bluetooth-Kopfhörern. Außerdem führt die neue Firmware eine systemweite Cut,-Copy-and-Paste-Funktion und die Spotlight-Suche ein. Im Gegensatz zum iPhone war das Update eine Zeit lang nicht kostenlos. Diese Features waren auch mit dem iPhone OS 2.2.1 möglich, allerdings musste man einen Jailbreak vornehmen.

#### Dritte Generation (Upgrade 2009)
Am 9. September 2009 wurde ein technisch leicht modifizierter, von außen aber unveränderter iPod touch vorgestellt. Er wurde von Apple als „iPod touch late 2009“ vertrieben. Umgangssprachlich wurde er „iPod touch 3G“ genannt, da er der dritte bisher erschienene iPod touch war. Bei der Vorstellung des iPhone OS 4.0 nutzte Apple den Namen „iPod touch 3rd generation (late 2009)“. Für die Geräte mit 32 und 64 GB gab es einen neueren Prozessor (ARM Cortex A8 833 MHz, auf 633 MHz getaktet) und doppelt so viel Arbeitsspeicher (256 MB RAM). Das Modell mit 16 GB entfiel. Die Version mit 8 GB wurde nicht verändert und entsprach daher technisch dem iPod touch 2G. Der iPod touch verfügte nun zusätzlich über eine Sprachsteuerung und das Feature Voiceover. Die Laufzeit des Akkus verringerte sich auf 30 Stunden bei Musikwiedergabe. Wesentliche Neuerungen kamen mit der neuen Softwareversion 3.1, die für alle bisherigen iPod touch ebenfalls zur Verfügung stand, ihre volle Funktionalität aber nur auf der „Late-09“-Version entfaltete. Der iPod touch wurde von Apple durch TV-Spots und auf der eigenen Website als „mobile Spielkonsole“ beworben.

#### Vierte Generation
Die vierte Generation wurde am 1. September 2010 auf dem Apple Special Event in San Francisco vorgestellt. Sie verfügt über ein Retina-Display mit einer Auflösung von 960 × 640 Pixeln, eine WLAN-Funktion mit Draft-N-Unterstützung, eine hochauflösende Kamera auf der Rückseite, die auch HD-Videos aufnimmt, eine zweite Kamera auf der Vorderseite mit VGA-Auflösung sowie ein Mikrofon. Die Kameras verfügen über keinen Autofokus, der Fokus ist statisch. Der iPod touch 4G ist mit 7,2 Millimetern fast 1½ Millimeter dünner als das Vorgängermodell und seine Rückseite ist komplett aus Edelstahl angefertigt. Während der Speicherplatz zum Vorgängermodell gleich geblieben ist, kommt in der Hardware der leistungsstärkere Apple-A4-Prozessor zum Einsatz sowie ein Gyroskop (3-Achsen-Gyrosensor) für mehr Spielmöglichkeiten. Dank der Kameras unterstützt der iPod touch nun FaceTime, wobei hier nicht eine Telefonnummer, sondern die E-Mail-Adresse des Nutzers zum Anrufen verwendet wird. FaceTime-Anrufe sind sowohl zu anderen iPod touch-Geräten der vierten Generation, zum iPhone 4 und einem Apple Computer mit installierter FaceTime-Software möglich. Allerdings müssen dafür beide Gesprächspartner online sein. Laut Apple soll der Akku bei Musikwiedergabe bis zu 40 Stunden, bei Videowiedergabe bis zu sieben Stunden halten. Am 4. Oktober 2011 wurde eine aktualisierte Fassung des iPod touch vorgestellt. Der einzige Unterschied zur Vorgängerversion ist die nunmehr auch erhältliche Farbvariation in Weiß.

#### Fünfte Generation
Die fünfte Generation wurde am 12. September 2012 in San Francisco vorgestellt. Sie verfügt über ein größeres Retina-Display, eine hochauflösende Kamera (iSight) auf der Rückseite, die Full-HD-Videos und Fotos mit 5 Megapixel (2592 × 1936 Pixel) aufnimmt, eine zweite Kamera auf der Vorderseite sowie ein Mikrofon. Der neue iPod touch besitzt außerdem erstmals einen Blitz für Fotoaufnahmen. Der iPod touch ist mit 6,1 Millimeter um 1,1 Millimeter dünner als sein Vorgängermodell. In der Hardware kommt der leistungsstärkere ARM Cortex A9 im Apple-A5 SoC zum Einsatz. Laut Apple soll der Akku bei Musikwiedergabe bis zu 40 Stunden, bei Videowiedergabe bis zu acht Stunden halten. Der iPod touch ist durch anodisiertes Aluminium in den Farben Pink, Gelb, Blau, Weiß und Schwarz erhältlich sowie in einer roten Product Red Sonderedition, bei dem Apple einen Teil der Erlöse an den Global Found to fight AIDS in Afrika spendet. Eine weitere Besonderheit stellt iPod touch loop dar, bei dem eine Handschlaufe auf der Rückseite des iPod touch befestigt werden kann. Das Gerät ist der erste iPod touch, auf dem die Sprachsteuerung Siri installiert ist und der keinen Umgebungslichtsensor zur automatischen Bildschirmhelligkeitseinstellung enthält. Phil Schiller, Manager und Marketing-Vizepräsident Apples, antwortete auf eine Anfrage, dass aufgrund der geringen Dicke kein Platz für einen Umgebungslichtsensor sei. Der iPod touch unterstützt WLAN 802.11 a/b/g/n und Bluetooth 4.0. Auf dem Multimediaplayer läuft Apples mobiles Betriebssystem iOS 6. Es stehen Versionen mit 32 GB und mit 64 GB internen Speicher zur Verfügung. Von Haus aus bietet iOS 6 auf dem iPod touch 5G Features wie Siri, AirPlay, iMessage, Facetime, Facebook- und Twitter-Integration. Am 30. Mai 2013 wurde eine Variante mit 16 GB Speicher veröffentlicht. Bei diesem Gerät muss der Nutzer allerdings auf die rückseitige Kamera sowie den Loop verzichten. Gleichzeitig wurde der Verkauf der vierten Generation endgültig eingestellt.

#### Sechste Generation
Die sechste Generation wurde am 15. Juli 2015 veröffentlicht. Sie gleicht im Aussehen der fünften Generation, besitzt nun den Apple A8 und verzichtet auf die Kameraschlaufe. Die neue Kamera hat eine Auflösung von 8 Megapixeln und eine optionale Zeitlupenfunktion beim Filmen. Die Farben wurden, wie beim iPod nano und iPod shuffle, aktualisiert und entsprechen nun denen des iPhone 6: Silber, Gold und „Spacegrau“ sowie die neuen Farben Dunkelblau und Pink. Auch eine Product-Red-Sonderedition gibt es wieder. Weiter wurde eine 128-GB-Variante eingeführt, für einen Aufpreis von 110 Euro gegenüber der 64-GB-Variante. Die Preise der anderen Ausführungen entsprechen denen des Vorgängers.
Nachdem die übrigen iPods am 27. Juli 2017 eingestellt wurden, wurden die Preise des iPod touch gesenkt. Die Ausführungen mit 16 und 64 GB wurden nicht mehr verkauft. Die 32-GB-Variante kostet somit noch 229 Euro, der 128 GB iPod touch fortan noch 339 Euro.

#### Siebte Generation
Die siebte Generation wurde am 29. Mai 2019 veröffentlicht. Äußerliche Änderungen zur sechsten Generation gibt es keine. Wesentliche Änderung ist der Einsatz des A10 Fusion Chips, der auch beim iPhone 7 zum Einsatz kam. Der Einsatz des Chips macht auch die Verfügbarkeit von Gruppen-Facetime-Anrufen möglich, die auf iPhones mit iOS 12.1 eingeführt wurden. Es stehen die Speichergrößen 32 GB, 128 GB und 256 GB zur Auswahl. Die Farben entsprechen denen der sechsten Generation (Silber, Gold, Space Grau, Blau und Pink und „Product Red“).

#### Technische Informationen
| Modellgeneration | Bild   | Speicherkapazität | Max. Akkulaufzeit     | Gewicht | Maße (H × B × T)      | Bildschirmgröße/ Auflösung        | Lautsprecher | Bluetooth | Kamera | Mikrofon | Arbeitsspeicher | CPU-Takt                     | Gerätefarben                                              | Markteinführung |
| ---------------- | ------ | ----------------- | --------------------- | ------- | --------------------- | --------------------------------- | ------------ | --------- | ------ | -------- | --------------- | ---------------------------- | --------------------------------------------------------- | --------------- |
| 1. Generation    |        | 08 GB             | 22 h Audio 05 h Video | 120 g   | 110 × 61,8 × 8 mm     | 3,5 Zoll 480 × 320 Pixel 163 ppi  | nein         | nein      | nein   | nein     | 128 MB          | 412 MHz                      | Schwarz                                                   | 2007            |
| 1. Generation    | 16 GB  |                   | 22 h Audio 05 h Video | 120 g   | 110 × 61,8 × 8 mm     | 3,5 Zoll 480 × 320 Pixel 163 ppi  | nein         | nein      | nein   | nein     | 128 MB          | 412 MHz                      | Schwarz                                                   | 2007            |
| 1. Generation    | 32 GB  |                   | 22 h Audio 05 h Video | 120 g   | 110 × 61,8 × 8 mm     | 3,5 Zoll 480 × 320 Pixel 163 ppi  | nein         | nein      | nein   | nein     | 128 MB          | 412 MHz                      | Schwarz                                                   | 2007            |
| 2. Generation    |        | 08 GB             | 36 h Audio 06 h Video | 115 g   | 110 × 61,8 × 8,5 mm   | 3,5 Zoll 480 × 320 Pixel 163 ppi  | ja           | ja        | nein   | nein     | 128 MB          | 532 MHz                      | Schwarz                                                   | 2008            |
| 2. Generation    | 16 GB  |                   | 36 h Audio 06 h Video | 115 g   | 110 × 61,8 × 8,5 mm   | 3,5 Zoll 480 × 320 Pixel 163 ppi  | ja           | ja        | nein   | nein     | 128 MB          | 532 MHz                      | Schwarz                                                   | 2008            |
| 2. Generation    | 32 GB  |                   | 36 h Audio 06 h Video | 115 g   | 110 × 61,8 × 8,5 mm   | 3,5 Zoll 480 × 320 Pixel 163 ppi  | ja           | ja        | nein   | nein     | 128 MB          | 532 MHz                      | Schwarz                                                   | 2008            |
| 3. Generation    |        | 08 GB             | 30 h Audio 05 h Video | 115 g   | 110 × 61,8 × 8,5 mm   | 3,5 Zoll 480 × 320 Pixel 163 ppi  | ja           | ja        | nein   | nein     | 256 MB          | 633 MHz                      | Schwarz                                                   | 2009            |
| 3. Generation    | 32 GB  |                   | 30 h Audio 05 h Video | 115 g   | 110 × 61,8 × 8,5 mm   | 3,5 Zoll 480 × 320 Pixel 163 ppi  | ja           | ja        | nein   | nein     | 256 MB          | 633 MHz                      | Schwarz                                                   | 2009            |
| 3. Generation    | 64 GB  |                   | 30 h Audio 05 h Video | 115 g   | 110 × 61,8 × 8,5 mm   | 3,5 Zoll 480 × 320 Pixel 163 ppi  | ja           | ja        | nein   | nein     | 256 MB          | 633 MHz                      | Schwarz                                                   | 2009            |
| 4. Generation    |        | 08 GB             | 40 h Audio 07 h Video | 101 g   | 111 × 58,9 × 7,2 mm   | 3,5 Zoll 960 × 640 Pixel 326 ppi  | ja           | ja        | ja     | ja       | 256 MB          | 776 MHz (bei Volllast 1 GHz) | Schwarz, Weiß (seit 12. Oktober 2011)                     | 2010            |
| 4. Generation    | 16 GB  |                   | 40 h Audio 07 h Video | 101 g   | 111 × 58,9 × 7,2 mm   | 3,5 Zoll 960 × 640 Pixel 326 ppi  | ja           | ja        | ja     | ja       | 256 MB          | 776 MHz (bei Volllast 1 GHz) | Schwarz, Weiß (seit 12. Oktober 2011)                     | 2010            |
| 4. Generation    | 32 GB  |                   | 40 h Audio 07 h Video | 101 g   | 111 × 58,9 × 7,2 mm   | 3,5 Zoll 960 × 640 Pixel 326 ppi  | ja           | ja        | ja     | ja       | 256 MB          | 776 MHz (bei Volllast 1 GHz) | Schwarz, Weiß (seit 12. Oktober 2011)                     | 2010            |
| 4. Generation    | 64 GB  |                   | 40 h Audio 07 h Video | 101 g   | 111 × 58,9 × 7,2 mm   | 3,5 Zoll 960 × 640 Pixel 326 ppi  | ja           | ja        | ja     | ja       | 256 MB          | 776 MHz (bei Volllast 1 GHz) | Schwarz, Weiß (seit 12. Oktober 2011)                     | 2010            |
| 5. Generation    |        | 16 GB             | 40 h Audio 08 h Video | 088 g   | 123,4 × 58,6 × 6,1 mm | 4,0 Zoll 1136 × 640 Pixel 326 ppi | ja           | ja        | ja     | ja       | 512 MB          | 2 × 800 MHz                  | Schwarz, Silber, Blau, Gelb, Pink, Rot (= Product Red)    | 2012            |
| 5. Generation    | 32 GB  |                   | 40 h Audio 08 h Video | 088 g   | 123,4 × 58,6 × 6,1 mm | 4,0 Zoll 1136 × 640 Pixel 326 ppi | ja           | ja        | ja     | ja       | 512 MB          | 2 × 800 MHz                  | Schwarz, Silber, Blau, Gelb, Pink, Rot (= Product Red)    | 2012            |
| 5. Generation    | 64 GB  |                   | 40 h Audio 08 h Video | 088 g   | 123,4 × 58,6 × 6,1 mm | 4,0 Zoll 1136 × 640 Pixel 326 ppi | ja           | ja        | ja     | ja       | 512 MB          | 2 × 800 MHz                  | Schwarz, Silber, Blau, Gelb, Pink, Rot (= Product Red)    | 2012            |
| 6. Generation    |        | 16 GB             | 40 h Audio 08 h Video | 088 g   | 123,4 × 58,6 × 6,1 mm | 4,0 Zoll 1136 × 640 Pixel 326 ppi | ja           | ja        | ja     | ja       | 1 GB            | 2 × 1,10 GHz                 | Silber, Gold, Space Grau, Pink, Blau, Rot (= Product Red) | 2015            |
| 6. Generation    | 32 GB  |                   | 40 h Audio 08 h Video | 088 g   | 123,4 × 58,6 × 6,1 mm | 4,0 Zoll 1136 × 640 Pixel 326 ppi | ja           | ja        | ja     | ja       | 1 GB            | 2 × 1,10 GHz                 | Silber, Gold, Space Grau, Pink, Blau, Rot (= Product Red) | 2015            |
| 6. Generation    | 64 GB  |                   | 40 h Audio 08 h Video | 088 g   | 123,4 × 58,6 × 6,1 mm | 4,0 Zoll 1136 × 640 Pixel 326 ppi | ja           | ja        | ja     | ja       | 1 GB            | 2 × 1,10 GHz                 | Silber, Gold, Space Grau, Pink, Blau, Rot (= Product Red) | 2015            |
| 6. Generation    | 128 GB |                   | 40 h Audio 08 h Video | 088 g   | 123,4 × 58,6 × 6,1 mm | 4,0 Zoll 1136 × 640 Pixel 326 ppi | ja           | ja        | ja     | ja       | 1 GB            | 2 × 1,10 GHz                 | Silber, Gold, Space Grau, Pink, Blau, Rot (= Product Red) | 2015            |
| 7. Generation    |        | 32 GB             | 40 h Audio 08 h Video | 088 g   | 123,4 × 58,6 × 6,1 mm | 4,0 Zoll 1136 × 640 Pixel 326 ppi | ja           | ja        | ja     | ja       | 2 GB            | 2 × 1,6 GHz                  | Silber, Gold, Space Grau, Pink, Blau, Rot (= Product Red) | 2019            |
| 7. Generation    | 128 GB |                   | 40 h Audio 08 h Video | 088 g   | 123,4 × 58,6 × 6,1 mm | 4,0 Zoll 1136 × 640 Pixel 326 ppi | ja           | ja        | ja     | ja       | 2 GB            | 2 × 1,6 GHz                  | Silber, Gold, Space Grau, Pink, Blau, Rot (= Product Red) | 2019            |
| 7. Generation    | 256 GB |                   | 40 h Audio 08 h Video | 088 g   | 123,4 × 58,6 × 6,1 mm | 4,0 Zoll 1136 × 640 Pixel 326 ppi | ja           | ja        | ja     | ja       | 2 GB            | 2 × 1,6 GHz                  | Silber, Gold, Space Grau, Pink, Blau, Rot (= Product Red) | 2019            |

### HP-iPod
Hewlett-Packard (HP) verkaufte seit dem 27. August 2004 den iPod in der eigenen Produktauswahl. War der Prototyp noch im typischen HP-Grau gehalten, so unterschied sich das Endmodell kaum vom iPod der vierten Generation. Einziger äußerlicher Unterschied war ein HP-Logo auf der Rückseite unterhalb des Apfels und des iPod-Schriftzugs. Verkauft wurde der iPod nur in den USA, unter dem Namen Apple iPod from HP. Er war mit 299 $ bzw. 399 $ genauso teuer wie das Original. Interessant an dieser strategischen Partnerschaft war, dass alle Desktop-PCs und Notebooks von HP mit iTunes für PC vorinstalliert waren, was der Akzeptanz dieser für Apple wichtigen Software gutgetan hat. Ende Juli 2005 beendete Mark Hurd, der neue Unternehmenschef von HP, diese Vereinbarung mit der Begründung, dass diese nicht mehr in die Unternehmensstrategie von HP passe.

### iPod „Special Editions“

#### U2
Die iPod U2 Special Edition kam im Oktober 2004 auf den Markt. Das erste iPod-Sondermodell ist mit dem iPod der vierten Generation identisch und enthält 20 GB Speicher. Das normalerweise weiße Gehäuse ist in Schwarz, das ClickWheel in Blutrot gehalten. Auf der Rückseite sind die Unterschriften der vier Bandmitglieder von U2 eingraviert. Seit Juli 2005 besitzt der iPod U2 nun auch den bei allen anderen Modellen inzwischen üblichen Farbbildschirm. Der iPod U2 entstand als Teil einer Partnerschaft und einer gemeinsamen Marketingkampagne zwischen Apple, der Gruppe U2 und der Universal Music Group (UMG).
Am 12. Oktober 2005 wurde er zugunsten des schwarzen iPod der fünften Generation eingestellt. Am 6. Juni 2006 stellte Apple eine neue Ausgabe der U2-Edition vor. Das Sondermodell wurde auf die fünfte iPod-Generation mit 30 GB Speicher aktualisiert. Am 22. September 2006 wurde die U2-Edition an die neuen Modelle der Generation 5.5 angepasst und besitzt nun ebenfalls einen helleren Bildschirm, eine Suchfunktion und eine höhere Videoauflösung an externen Geräten.

#### Product Red

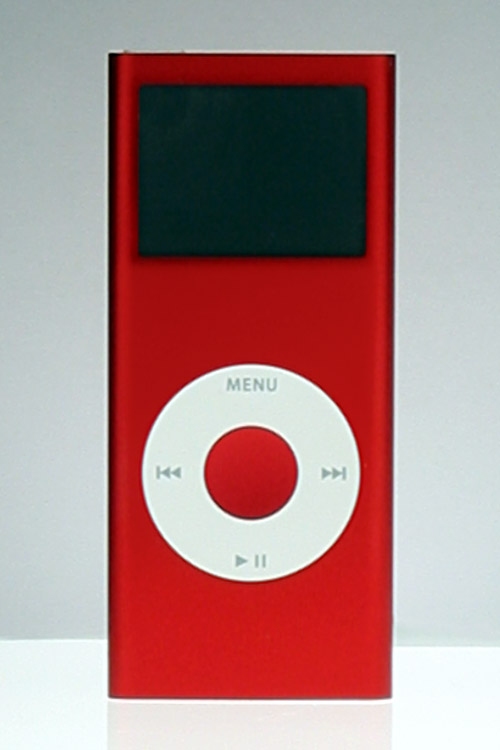
Product Red

Am 13. Oktober 2006 wurde der iPod nano Product Red von U2-Frontmann Bono und der US-Talkmasterin Oprah Winfrey vorgestellt. Je verkauftem Gerät dieser Special Edition wurde von Apple 10 $ an die HIV/AIDS-Hilfestiftung „Global Funds“ gespendet. Auch den am 12. September 2006 vorgestellten iPod nano der zweiten Generation gab es als Product-Red-Edition, ebenso wie erstmals den iPod shuffle. 

#### Harry-Potter-Edition
In den USA verkaufte Apple ab dem 7. September 2005 einen 20-GB-iPod mit Farbbildschirm und eingraviertem Hogwarts-Emblem auf der Rückseite. Diese Edition wurde zum Start der Harry-Potter-Hörbücher in iTunes aufgelegt. Der iPod enthielt alle sechs bis dahin erschienenen Harry-Potter-Hörbücher. In Österreich wurde dieser iPod mit 30 GB ausgeliefert (Harry Potter 30 GB Collector’s iPod).

#### Inoffizielle „Special Editions“
- Der BachPod ist ein iPod, der zusammen mit der Kompletteinspielung der Werke von Johann Sebastian Bach durch Helmuth Rilling ausgeliefert wird.[18]
- Die Gravis-Handelskette stellte im Jahr 2005 Sondereditionen in Zusammenarbeit mit den Musikern Xavier Naidoo sowie Mousse T. vor.[19]

## Verbreitung
Der iPod war seit seiner Einführung im Dezember 2001 besonders auf dem US-Markt für digitale Musikspieler außerordentlich erfolgreich. Im vierten Quartal 2005 wurden 14 Millionen iPods ausgeliefert, womit die Gesamtzahl der verkauften Geräte auf über 42 Millionen stieg. Bis Mitte September 2006 wurden nach Angaben von Apple mehr als 60 Millionen iPods weltweit verkauft, davon zehn Millionen iPod shuffles. Am 9. April 2007 meldete Apple insgesamt 100 Millionen verkaufte iPods. Bis zum dritten Quartal 2007 wurden zehn Millionen weitere iPods verkauft. Der iPod hielt, besonders in den USA, einen großen Marktanteil im Bereich der Festplatten-Player, und dies, obwohl Player anderer Hersteller teils niedrigere Preise, längere Akkulaufzeiten und mehr Funktionalität bieten. Ihnen fehlt in der Regel aber eine Software wie iTunes, die Musik, Videos, Hörbücher und Podcasts verwaltet und automatisch mit dem Player abgleicht. Auch die Nutzerführung des iPods selbst gilt vielfach als besonders einfach und durchdacht. Ein weiteres Argument ist die sehr große Auswahl an passendem Zubehör, das vielfach so nur mit dem iPod funktioniert. Konkurrenten sind unter anderem die von Creative angebotenen Modellreihen Zen und MuVo und die Player des Unternehmens iriver.

## Zubehör

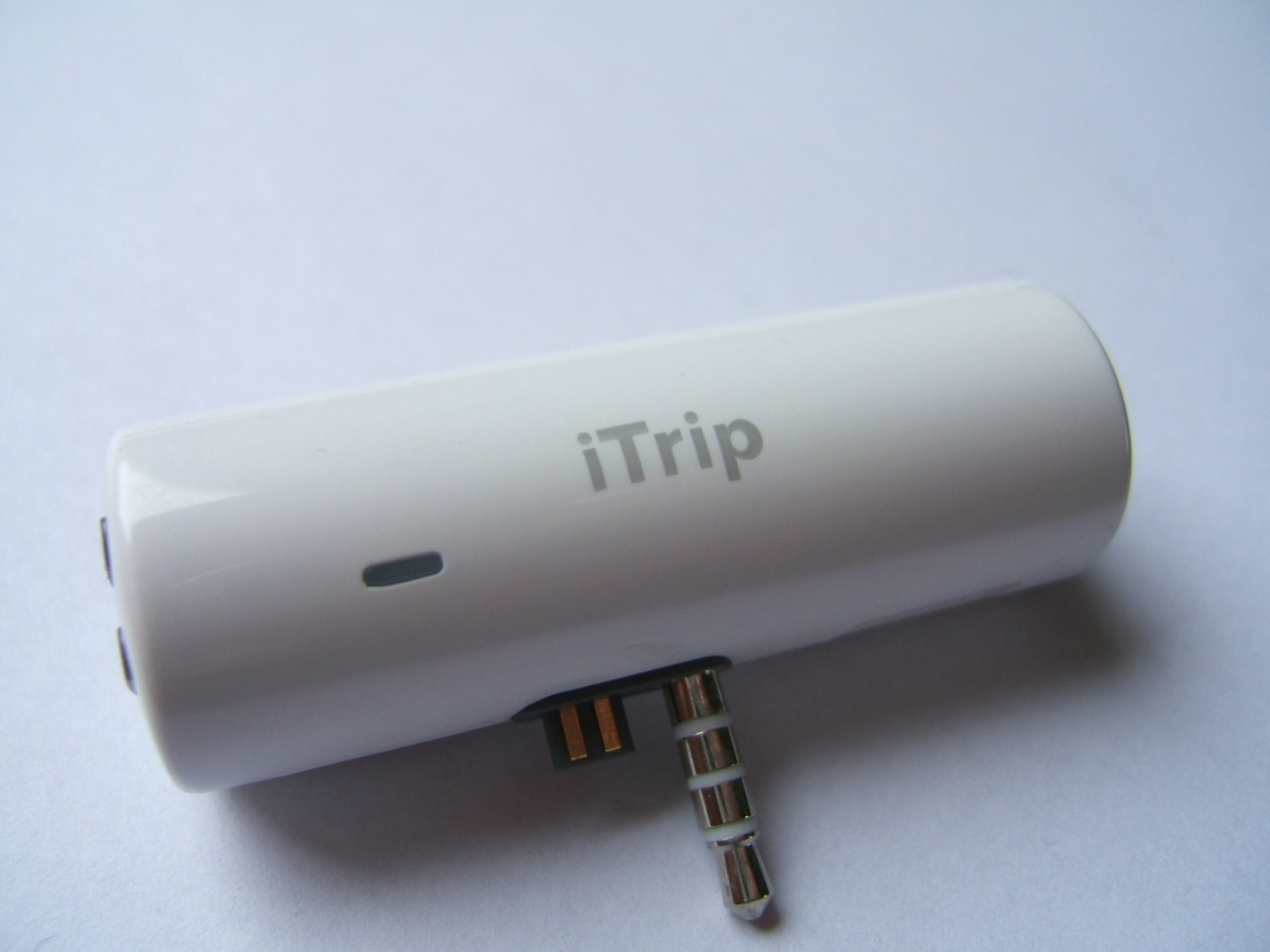
Griffin iTrip

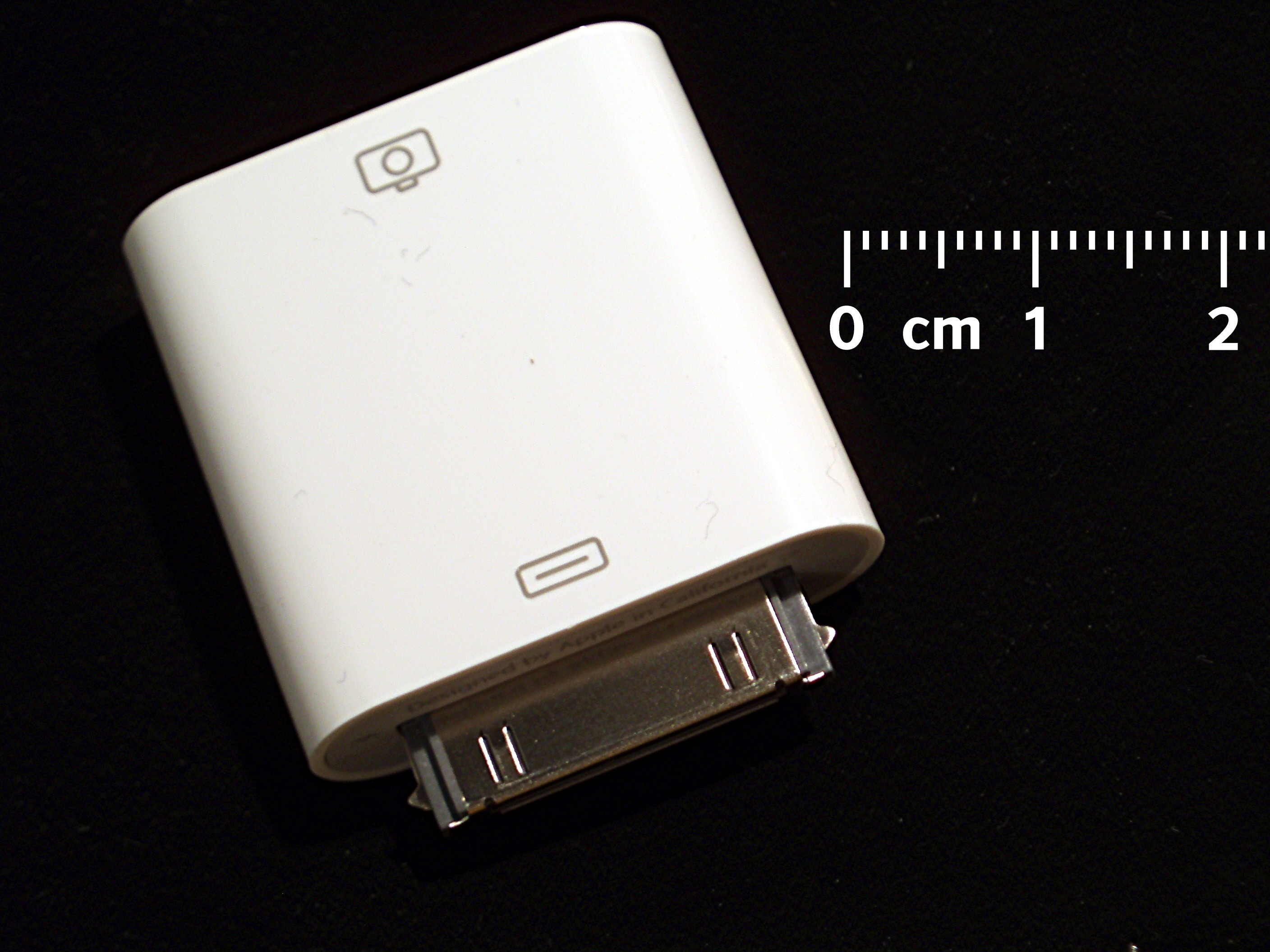
iPod Camera Connector

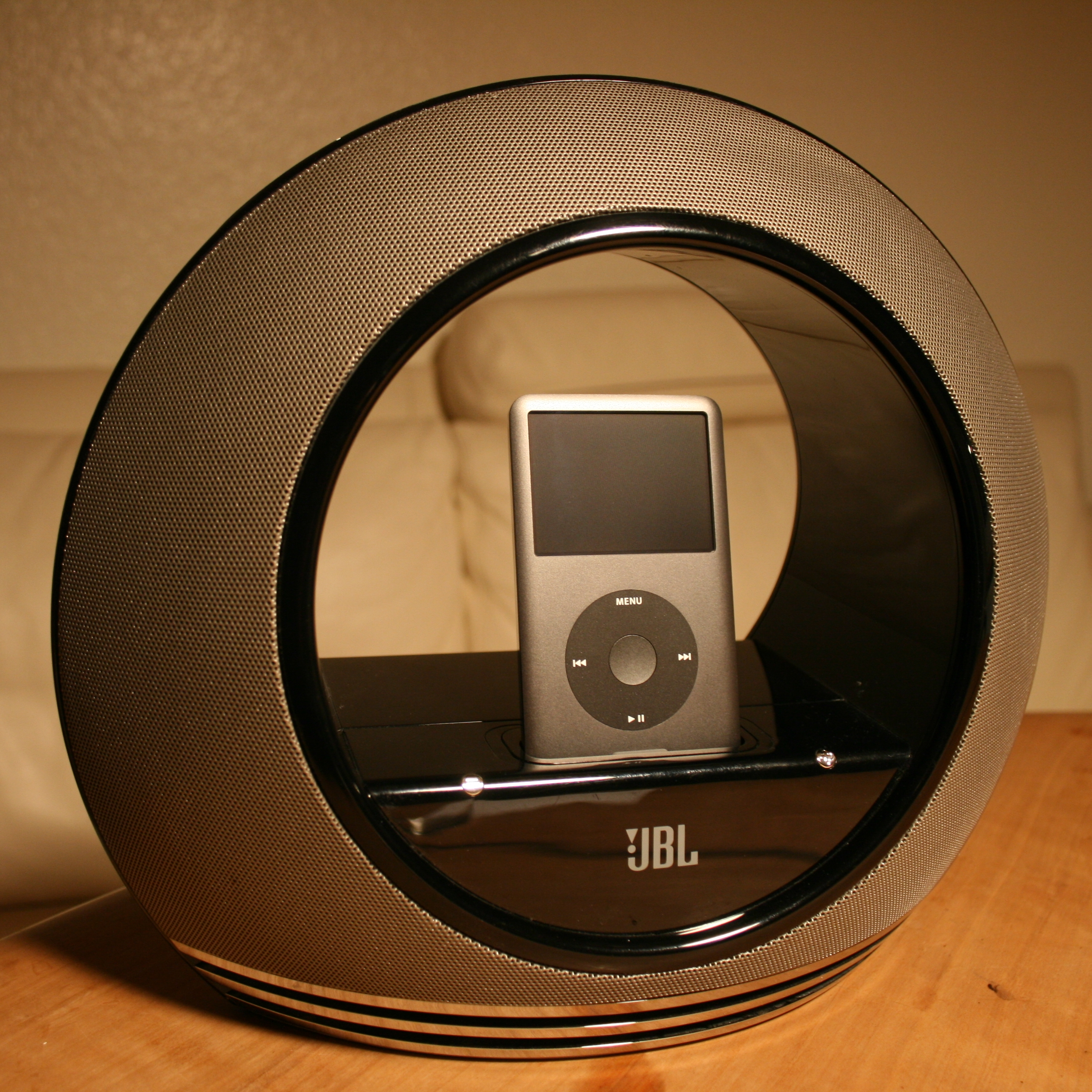
Lautsprecher und Docking-Station „Radial“ von JBL mit iPod Classic G 6.5

Rund um den iPod hat sich eine eigene Branche von Zubehörherstellern entwickelt. Die angebotenen Produkte reichen von Standardzubehör wie Schutzhüllen bis hin zu FM-Transmittern (zum Beispiel Griffin iTrip, Belkin Tunecast II), mit deren Hilfe der iPod Musik drahtlos an UKW-Radios übertragen kann (in Deutschland nur zugelassen mit CE-Kennzeichnung und einer Sendeleistung bis maximal 50 nW). iPods seit der dritten Generation erlauben mittels zusätzlicher Hardware weitere Funktionen, wie die Aufnahme von Tonmaterial (wie iTalk), oder stellen weitere Schnittstellen bereit. So konnte beispielsweise der iPod Camera Connector genutzt werden, um Fotos von einer Digitalkamera auf ältere iPod-Modelle zu übertragen.
Verschiedene Anbieter (unter anderem auch Apple) haben Systeme zur Integration des iPods in HiFi-Anlagen oder „Basis-Stationen“ mit Lautsprechern entwickelt, um den iPod auch ohne Kopfhörer nutzen zu können. In den letzten Jahren haben zahlreiche Autohersteller Adapter zum Anschluss verschiedener iPod-Varianten an die HiFi-/Infosysteme in ihre Fahrzeuge integriert. Dabei wird der iPod über entsprechende Tasten des Fahrzeugs bedient. Außerdem lassen sich viele Original-Autoradios und solche für den nachträglichen Einbau mit Wechslersteuerung mit einem Adapter nachrüsten, der den iPod wie einen CD-Wechsler anspricht; somit können alle Funktionen durch das Autoradio gesteuert werden.

### Ohrhörer

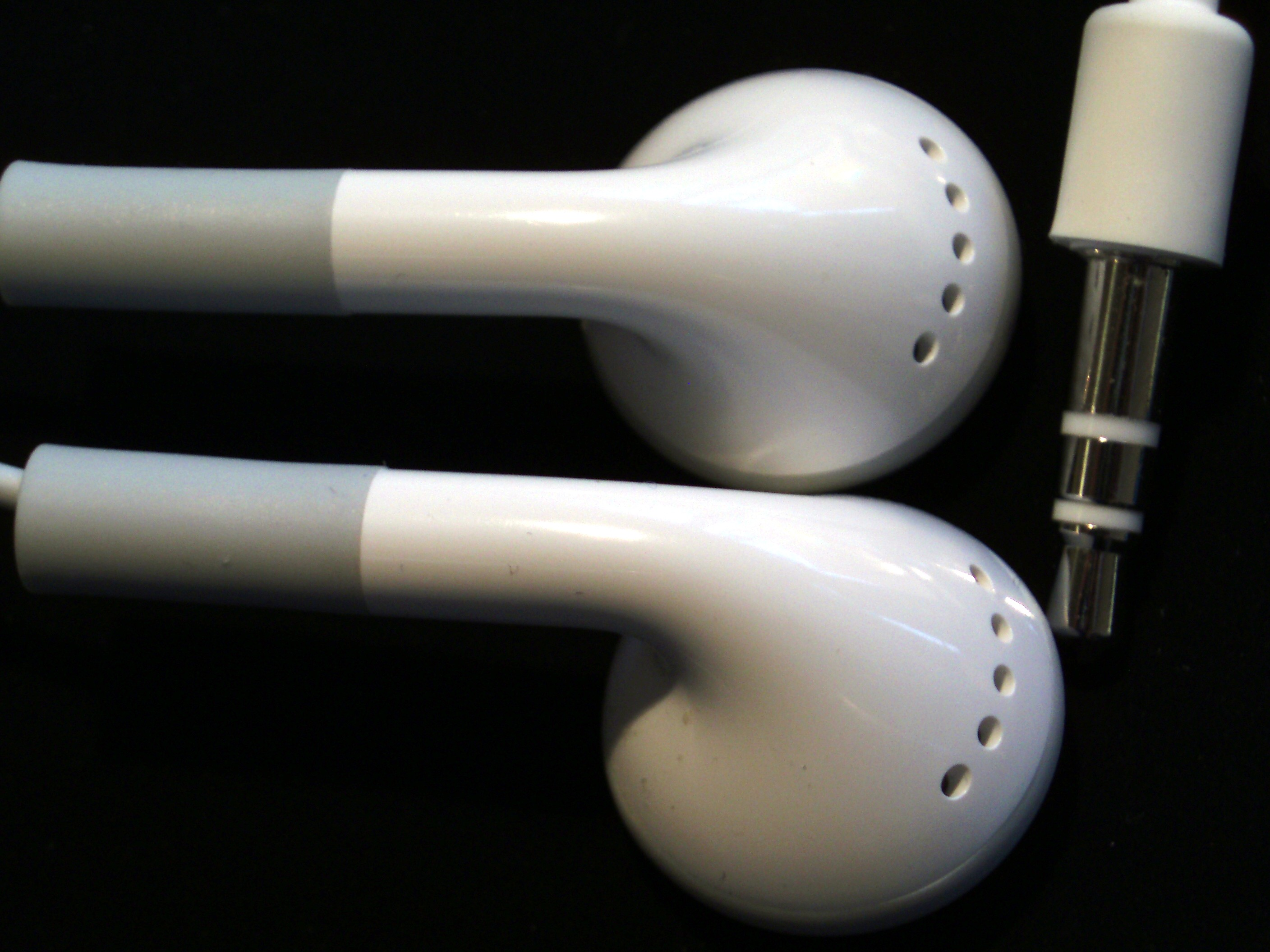
iPod-Ohrhörer (Generation 5.5, 2006)

Die Ohrhörer sind bekannt für ihre weiße Farbe und ihr Design. Sie sind ein Markenzeichen des iPods geworden und stellen ein Wiedererkennungssymbol dar. „Die weißen Ohrhörer zeigen, dass Sie Ihre Musik mit Stil genießen“, heißt es in Apples Produktbeschreibung des iPod shuffle. Das Kabel besitzt die Farbe Weiß-Grau und wird mit einem länglichen Klinkenstecker (3,5 mm) am Kopfhöreranschluss des iPods angeschlossen. Die Kabelführung ist beidseitig. Die im Lieferumfang vorhandenen kabelgebundenen Kopfhörer des iPods arbeiten mit 18-mm-Treibern und besitzen Neodym-Magnete als Wandler. Der Frequenzbereich reicht von 20 bis 20.000 Hz. Im Lieferumfang sind Ohrpolster für die Ohrhörer vorhanden. Die Ohrhörer sind an allen iPods mit Dock-Connector zusätzlich mit einer Kabelfernbedienung erweiterbar, die alle wichtigen Steuerfunktionen, wie ‚Play/Stop‘, Vor- und Zurückspulen, die Lautstärkeeinstellung und ‚Hold‘ beinhaltet. Die Betätigung der ‚Hold‘-Taste der Fernbedienung hat keine Auswirkungen auf die am iPod befindliche ‚Hold‘-Taste und sperrt somit lediglich die Tasten der Fernbedienung.
Mit der Einführung der iPod-Generation 5.5 (siehe oben) und der zweiten Generation des iPod nano am 12. September 2006 wurde auch das Design der Ohrhörer geringfügig verändert. Sie sind in der gleichen weiß-grauen Farbkombination gehalten wie das Vorgängermodell, ihre Form ist allerdings etwas runder geworden. Durch einen etwas kleineren Durchmesser passen sie jetzt auch in kleinere Gehörgänge. Zudem wurde der Klang laut Apple etwas verbessert. Die technischen Spezifikationen sind gleich geblieben.
Seit 2012 vertreibt Apple „EarPods“. Diese wurden nach Angaben von Apple in mehrjähriger Entwicklungszeit mithilfe von 3D-Scans von vielen Ohren entwickelt, damit sie stabiler im Ohr bleiben als die Vorgänger. Da sie aber eine einheitliche Form besitzen, passen sie nicht jedem Nutzer gleich gut. Andere Hersteller lösen dieses Problem mit Gummiaufsätzen. Earpods bieten einen besseren Klang als das Vorgängermodell und beinhalten ein Mikrofon.

### Nike + iPod

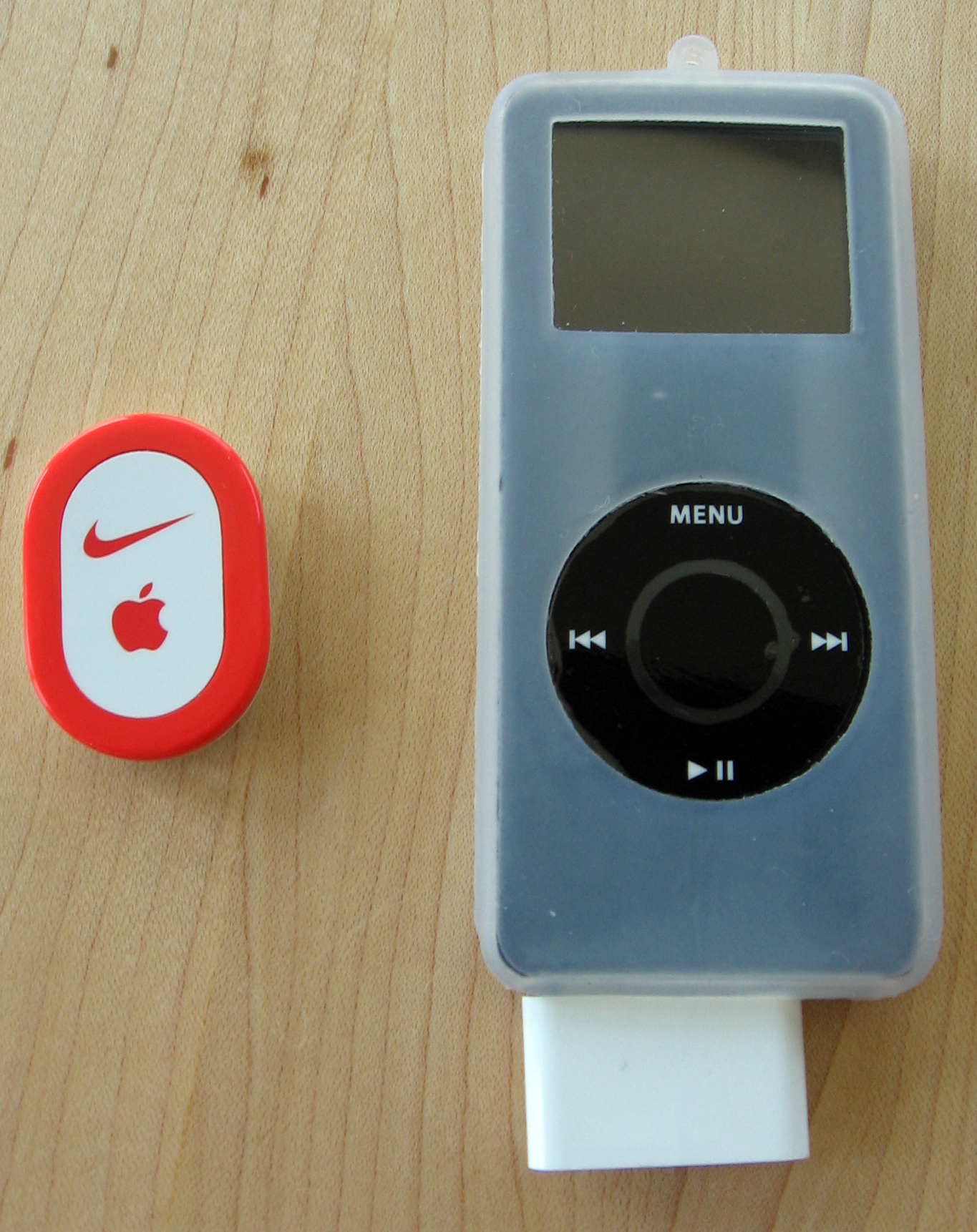
Nike + iPod

Nike + iPod ist ein Trainingssystem für den iPod nano, iPod touch (ab 2. Generation) und ab dem iPhone 3GS, das von Apple in Kooperation mit Nike entwickelt wurde. Es besteht aus einem Schrittzähler, der in die Sohle spezieller Nike-Schuhe eingelegt wird, und einem Empfänger, der an den iPod angeschlossen wird. Beim iPod touch ist der Empfänger in das Gerät integriert. Das Sensorteil beinhaltet einen Piezosensor und einen Sender, der die ermittelten Daten über Funk zum Empfänger überträgt. Die Trainingsdaten werden auf dem Bildschirm des iPods angezeigt und per Tastendruck auch über den Kopfhörer angesagt. Zudem besteht die Möglichkeit, vor dem Training die angestrebte Streckenlänge, Trainingsdauer oder den gewünschten Energieumsatz einzustellen. In diesem Fall werden regelmäßig die Trainingsdaten angesagt (beispielsweise nach jedem Kilometer). Nach dem Training kann der Benutzer seine Trainingsdaten auch am Computer einsehen und auswerten. Benutzer des Nike + iPod Sport Kit können auf der Webseite von Nikeplus ihre Trainingsdaten hochladen, sich mit anderen Sportlern vergleichen und an Wettkämpfen teilnehmen.
Kritik wird häufig an der Verkaufsstrategie geübt: Die Batterien im Sensor lassen sich nicht austauschen. Sind diese entladen, muss ein komplettes neues Sport-Kit gekauft werden. Viele Sportler reagieren darauf verärgert, zumal die Batterien nicht besonders langlebig sind und gerade Ausdauersportler so mehrmals jährlich ein neues Gerät kaufen müssten. Apple hat mit der Einführung des neuen iPod touch den Sensor separat in sein Angebot aufgenommen. Seit 2011 ist im App Store die separate Anwendung Nike+ für iPhone und iPod erhältlich, die keinen separaten Sensor benötigt. Stattdessen erfolgt die Aufzeichnung der Laufstrecke und Geschwindigkeit über den GPS-Empfänger. Zum Jubiläum der Zusammenarbeit zwischen Nike und Apple wurde die App vorübergehend kostenlos angeboten.

### Made for iPod

Offizielles Mfi-Logo, das Zubehörhersteller auf lizenzierte Produkte drucken dürfen

Im Jahr 2005 führte Apple das „Made for iPod“-Programm (Mfi) ein, das Kunden helfen soll, Produkte zu finden, die garantiert mit ihrem iPod funktionieren. Die Teilnahme an diesem Programm ist für Zubehörhersteller, die den Dock-Anschluss des iPods benutzen, verpflichtend. Apple verlangte dafür zunächst Lizenzgebühren von bis zu zehn Prozent des Umsatzes mit diesem Zubehör, 2006 änderte Apple die Bedingungen und verlangt nun einen Festbetrag von 4 US-Dollar pro verkauftem Zubehör. Die Lizenznehmer erhalten im Gegenzug eine vollständige, im Laufe der Jahre auf mehrere hundert Seiten angewachsene Entwickler-Dokumentation, die neben der mittlerweile im Netz von Dritten offengelegten Pin-Belegung, u. a. Beschreibung der Ansteuerung über den Dock-Anschluss, sowie detaillierte Vorgaben enthält, wie sich ein angeschlossenes Zubehör-Teil gegenüber dem iPod zu verhalten hat (beispielsweise Stromaufnahme, Kommandos, die das Zubehör beim Abziehen einer externen Stromversorgung zu senden hat). Einige Funktionen des Dock-Anschlusses – wie die Videoausgabe oder die serielle Kommunikation – sind seit Herbst 2007 nur noch durch den Einsatz eines speziellen Chips, des sogenannten Authentifizierungskoprozessors, verfügbar. Dieser eigens von/für Apple entwickelte Chip steht nur Mfi-Lizenznehmern zur Verfügung.
Mit Einführung des iPhone 5 im September 2012 wurde der Dock-Anschluss durch den Lightning-Anschluss ersetzt. Zukünftig verfügen iPhones, iPads und iPods über den sehr viel kleineren, achtpoligen, beidseitig einsteckbaren Anschluss. Dieser Stecker liefert von Haus aus nur noch digitale, keine analogen Signale mehr (wie z. B. Composite Video oder Line Out Audio). Zudem ist jeder Stecker werkseitig mit einem Authentifizierungschip ausgestattet, der es, so die Vorstellung von Apple, unmöglich machen soll, unlizenziertes Zubehör zu verwenden.

## Kritik

### Akkus
Beim Design sämtlicher iPod-Modelle ist der Wechsel der eingebauten internen Akkus durch den Anwender nicht vorgesehen. Je nach Bauform (iPod, iPod mini) sind Akkus von anderen Herstellern lieferbar. Der Einbau durch den Anwender ist bei genügend handwerklichem Geschick möglich. Apple bietet außerhalb der Gewährleistungsfrist einen Tauschservice an, dieser ist jedoch teurer als der Einbau durch den Anwender oder durch einige Drittanbieter. Bei den neueren kleinen iPods (shuffle, nano) erlaubt die große Integrationsdichte der Bauteile und die Ausführung der internen Verkabelung einen Akkutausch nicht ohne Lötarbeiten. Der US-Börsenaufsicht bestätigte Apple, dass 2003 mehrere Gemeinschaftsklagen gegen das Unternehmen eingereicht wurden. Die Kläger sahen in der kurzen Akkulebenszeit und dem mangelnden Austauschservice für die Akkus des iPods einen Garantiebruch sowie unfairen Wettbewerb. Im Dokumentarfilm Kaufen für die Müllhalde wird der iPod-Akku gar als Beispiel für geplante Obsoleszenz genannt.

### Software und Datenübertragung
Um den iPod zu benutzen, benötigt man die Software iTunes, die nicht mehr auf CD-ROM mitgeliefert wird. So können Kunden ohne Internetzugang den iPod nicht umgehend in Betrieb nehmen. Als Hintergrund dieser Entscheidung wird von Apple die Tatsache angegeben, dass Internet und Computer bald überall verfügbar seien und durch den Verzicht wichtige Ressourcen gespart würden, da nur wenige Nutzer auf die CD-ROM angewiesen seien. Die neueste iPod-Generation verwendet eine Prüfsumme in ihrer Datenbank, was das Bespielen der Geräte mit nicht unterstützter Software zunächst ausschloss. Andere Software wird von Anwendern oft bevorzugt, weil diese auf schwächeren Computern auch neben anderen Anwendungen noch besser funktioniert als iTunes, und weil iTunes als Musikverwaltungssoftware insbesondere bei technisch versierten Anwendern teilweise auf Ablehnung stößt. Unter Linux stellen diese Alternativen sogar die einzige Möglichkeit dar, den iPod mit Musik zu versorgen. Es wird vermutet, dass Apple die Verwendung von iTunes erzwingen will; auch das verwendete DRM kann nur so gewährleistet werden. Möglich ist auch, dass die Prüfsumme von dem fast zeitgleich eingeführten iTunes WiFi Store für den iPod touch und das iPhone benötigt wird, um die Konsistenz der Datenbank zu gewährleisten. Allerdings ist diese Prüfsumme innerhalb einiger Tage gehackt worden, sodass zum Beispiel libgpod in der neuesten Version wieder wie gewohnt mit dem iPod kommunizieren kann.

### Formatunterstützung
Obwohl die Technik des iPods grundsätzlich fähig ist, verschiedenste Audioformate abzuspielen, hat Apple sich bei der Entwicklung hauptsächlich auf das MP3- sowie dessen Weiterentwicklung, das AAC-Format beschränkt. So ist der Import einer WMA-Datei nach iTunes nur durch Konvertieren möglich. Nutzer, die andere Audioformate (wie das offene Ogg-Vorbis) bevorzugen, müssen die Dateien mit Programmen Dritter vorher in ein kompatibles Format umwandeln. Um Formate ohne vorheriges Konvertieren auf dem iPod abzuspielen, muss man auf alternative Betriebssysteme (beispielsweise Rockbox) zurückgreifen. Musik, die online erworben wird, ist oft mit einem DRM-Kopierschutz geschützt. Um erworbene Musik auf dem iPod zu nutzen, ist der hauseigene iTunes Store nötig. DRM-geschützte Musik von Anbietern wie Musicload lässt sich auf dem iPod nicht abspielen, da diese auf das Konkurrenzformat WMA mit DRM setzen.

### Oberflächen und Verarbeitung
Die Materialien und die Verarbeitung des Gehäuses sind teilweise in die Kritik geraten, da durch die Berührung der Bedienelemente und besonders der hochglänzenden Rückseite Fingerabdruckspuren zurückbleiben, die nur durch eine separat zu erwerbende Schutzhülle verhindert werden können. Die glänzende Metallrückseiten vieler Modelle und die Kunststoffvorderseite des iPod nano der ersten Generation sind zudem sehr kratzanfällig. Ausnahmen sind hier die heute nicht mehr erhältlichen iPod minis und die seit September 2006 erhältlichen iPod nanos der zweiten Generation sowie die Modelle des iPod nano der vierten Generation, da ihre Oberflächen vollständig aus Aluminium bestehen.

## Betriebssystem

### Pixo OS
Ähnlich wie die Hardware hat Apple auch die Betriebssystem-Software des iPods eingekauft und an die eigenen Bedürfnisse angepasst. In der ersten Generation lag dem Player eine Software namens Pixo OS in Version 2.1 zugrunde, welche vom gleichnamigen Unternehmen Pixo speziell für MP3-Player produziert wurde. Einige ehemalige Apple-Mitarbeiter waren bei Pixo angestellt, was die geschäftliche Verbindung vermutlich erleichtert hat. Wegen einiger Differenzen zwischen Pixo und Apple wurde die Entwicklung der Software angeblich nebst den daran arbeitenden Mitarbeitern von Apple aufgekauft. „Pixo OS“ wird ab der zweiten Generation nicht mehr gesondert im „About“-Menü aufgeführt. Pixo wurde inzwischen von Sun Microsystems gekauft und konzentriert sich auf die Entwicklung von Java-Applikationen.

### RTXC
Mit der Einführung der iPods dritter Generation wechselte Apple zu einem Echtzeitbetriebssystem namens RTXC des texanischen Unternehmens Quadros. Version 3.2 dieses OS hat Apple an Hardware und Design angepasst. RTXC lässt sich wegen seiner Einsatzfähigkeit auf diversen Mikroprozessoren und DSP-Chips auch gut an zukünftige Geräte anpassen, zumal mit der Unterstützung von Multitasking auch künftige Erweiterungen leicht entwickelt werden können. Den Wechsel hat Apple mit einem Versionswechsel auf 2.x markiert.

### iOS
Mit der Einführung des iPhone mit integrierten iPod-Funktionen hielt iPhone OS Einzug, das mit Version 4 in iOS umbenannt wurde. Es basiert auf Mac OS X und ist das Standard-Betriebssystem der Apple-Produkte iPhone, iPod touch, iPad und Apple TV (ab Apple TV 2). Zur Vorstellung des iPhones gab Steve Jobs unter anderem bekannt, dass die Umstellung weiterer oder gar aller zukünftigen iPods auf OS X geplant sei.

### Alternative Betriebssysteme

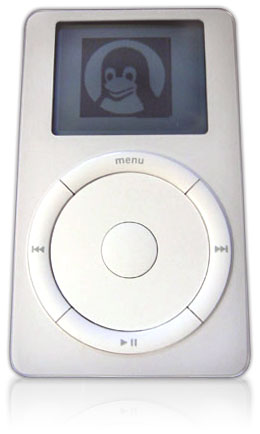
Linux auf dem iPod

Mehrere ambitionierte Programmierer haben es sich zum Ziel gesetzt, lauffähige Alternativen zum originalen Apple-Betriebssystem zu kreieren. Oft werden bestehende Probleme und Einschränkungen auf diese Weise mit eigenem Risiko umgangen. Dazu zählt die fehlende Unterstützung von bestimmten Audioformaten oder fehlenden Überblendungen zwischen Musikstücken. Neben dem für den iPod entwickelten „iPod Linux“ gibt es das Rockbox-Projekt, das zunächst für andere Musikabspielgeräte entwickelt wurde. Auf den iPod touch kann auch der Android Port „iDroid“ installiert werden.

#### iPod Linux
iPodLinux ist ein Linux-basierendes System für den iPod. Zurzeit werden nicht alle Generationen und Modelle offiziell vom iPodLinux unterstützt. Unterstützt werden die iPods der ersten bis dritten Generation. Potenziell läuft das System aber auf allen iPods, außer dem iPod shuffle, dem iPod Classic (6. Generation) und dem iPod nano ab der zweiten Generation, wegen der verschlüsselten Firmware, für die keine Unterstützung geplant ist. Für die anderen Modelle befindet sich das Linux-Betriebssystem noch in Entwicklung, lässt sich aber schon installieren. Die Neuerungen sind unter anderem das Darstellen von Bildern und Videos auf dem iPod. Auch die Anzahl der Spiele wurde zum Beispiel um Tetris und Space Invaders erweitert. Zwei der interessantesten Errungenschaften sind wohl der Game-Boy-Emulator, der es möglich macht, Game-Boy-Spiele auf dem iPod zu spielen, und eine Portierung des Klassikers Doom. Die Unterstützung des Ogg-Vorbis-Formates und diverser MOD-Formate sind nahezu fertiggestellt. Außerdem ist unter Linux eine verbesserte Aufnahmefunktionen verfügbar, die mit 96 kHz Abtastrate eine weitaus bessere Qualität erzeugt als die Apple-Firmware mit nur 8 kHz.

#### Rockbox

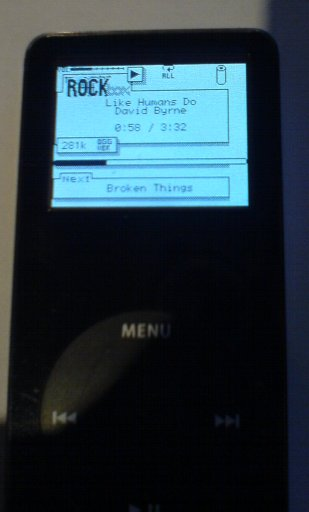
Rockbox auf einem iPod nano

Rockbox wurde ursprünglich für die „Archos Jukebox“ entwickelt, da einige unzufriedene Benutzer deren Hardware besser ausnutzen wollten. Nachdem die eigenständige Firmware auch auf den iRiver portiert worden war, führten die Entwickler am 28. Januar 2006 die rudimentäre Unterstützung für viele iPod-Modelle ein. Die Software unterstützt im Gegensatz zu iPodLinux nicht die iPod-Datenbank, kann jedoch eine eigene erzeugen. Diese Datenbank war ursprünglich auf maximal 10.000 Dateien begrenzt, inzwischen ist diese Beschränkung jedoch aufgehoben. Eine Ordnernavigation ist ebenfalls möglich. Eine Unterstützung für die iPod-Datenbank ist nicht geplant. Es gibt jedoch diverse Programme, die iTunes-Datenbanken verwalten können. Im Gegensatz zur Original-Firmware des iPods ist es mit der alternativen Software nun auch möglich, die Formate Ogg Vorbis, FLAC, Musepack, MP2 und WAV-Dateien abzuspielen. Zusätzlich wird unterbrechungsfreie Wiedergabe unterstützt.

## Alternative Archivierungs-Software
Neben Apples iTunes-Software erlauben auch Programme anderer Anbieter die Verwaltung von Musik und Daten des iPods, darunter die Open-Source-Programme ipod-sharp und gtkpod, das auf der plattformunabhängigen GTK2-Bibliothek basiert. Beide Programme bieten somit auch Unix- und GNU/Linux-Benutzern eine Möglichkeit, den iPod zu verwenden. Die aus gtkpod ausgegliederte Programmbibliothek libgpod wird von einigen weiteren Programmen wie den Audiospielern Amarok und Exaile genutzt. Der Audiospieler Banshee nutzt hingegen ipod-sharp. Für die beiden neuesten iPods bestand eine neue Version von libgpod, womit auch unter Linux der Player bespielt werden kann.
Eine andere Lösung stellen die Freeware-Programme YamiPod, Flora und SharePod dar. Es ist damit möglich, Musik zu verwalten, abzuspielen und auf den iPod zu übertragen, wie auch vom iPod Musik auf ein anderes Speichermedium zu übertragen. Hierfür müssen die Tools nicht installiert werden, sodass sie auf jedem Rechner sofort benutzt werden können, auch direkt vom iPod aus. Im Gegensatz zu YamiPod bietet Floola sogar Unterstützung für Album-Artwork; jedem Song und Album auf dem iPod lassen sich Cover zuordnen, die der iPod beim Abspielen anzeigt. Weitere Alternativen stellen der Windows-MP3-Spieler Winamp und die Musikbibliothek MediaMonkey dar. Mit dem Plugin „ml ipod“ ist in Winamp inzwischen auch der reibungslose Betrieb mit den aktuellen ipod classic und nano-Modellen bis zur vierten Generation möglich. MediaMonkey lässt sich sogar mit dem iPod touch und dem iPhone nutzen. Interessant an diesen Programmen ist die Möglichkeit des Erstellens einer „Query“ (Datenbankabfrage) zum Übertragen von bestimmten Titeln und der Erstellung und des Synchronisierens von sogenannten „Smart Playlists“ (Winamp) oder „Auto Playlist“. In Winamp ist auch das Übertragen von Fotos und Videos implementiert. MediaMonkey bietet viele Möglichkeiten, MP3-Tags automatisiert zu bearbeiten, so können fehlende Tags und Albumbilder nicht nur per CDDB, sondern auch über amazon.de abgefragt werden.

## Aufbau
Der zentrale Prozessor des iPods wird von PortalPlayer hergestellt, die auch das Referenzdesign für den portablen MP3-Player entwarfen, der nach Apples Einstieg zum iPod wurde. PortalPlayer war auch an der Entwicklung der Benutzeroberfläche des iPods beteiligt, an der das Unternehmen Pixo mitgearbeitet hat.

### iPod, iPod photo, iPod mini und iPod nano

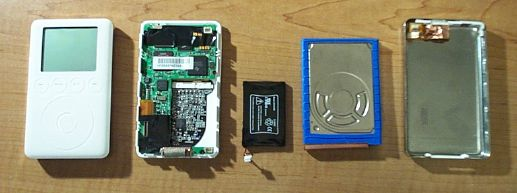
Innenleben eines iPod, 3. Generation

- Dual-Core-Arm-Prozessor (90 MHz [1. bis 3. Generation] bzw. 80 MHz [ab der 4. Generation] von PortalPlayer Inc.)
- Frequenzbereich: 20 Hz bis 20.000 Hz
- 1,8-Zoll-Festplatte mit 20, 30, 60, 80, 120 oder 160 GB (iPod, iPod U2 und iPod photo); Ein-Zoll-Festplatte von Hitachi mit 4 oder 6 GB (iPod mini) und 1, 2, 4 oder 8 GB Flashspeicher von Samsung (iPod nano), 2, 4 oder 8 GB Flashspeicher (iPod nano 2. Generation)
- Lithium-Ionen-Akku fest eingebaut
- 2-Zoll-Farb-Flüssigkristallbildschirm mit 220 × 176 Pixeln (bei iPod mini 1,67 Zoll, 138 × 110 Pixel, monochrom) und Hintergrundbeleuchtung
- 2,5-Zoll-Farb-Flüssigkristallbildschirm mit 320 × 240 Pixeln (iPod Video)
- Bedienelemente: Je nach Baureihe berührungsempfindliches Scrollrad oder mechanische Scrolltasten, mechanische Hold-Taste auf der Oberseite
- Kopfhörerausgang (iPod photo: kombinierter Audio- und TV-Ausgang)
- Anschluss für Fernbedienung (ab der dritten Generation mit separatem Anschluss; erste und zweite Generation hat den Anschluss rings um den Kopfhöreranschluss)
- Dock-Anschlusssystem (ab der dritten Generation)
- FireWire-Schnittstelle zur Datenübertragung und zum Aufladen des Akkus (Datenübertragung nur bis zur fünften Generation möglich)
- USB-2.0-Schnittstelle zur Datenübertragung und zum Aufladen des Akkus
- Gehäuserückteil aus Edelstahl und Front aus Polyamid (iPod, U2 iPod und iPod photo) oder eloxiertem Aluminium (iPod mini und iPod nano ab September 2006)

### iPod shuffle 2. Generation
- Prozessor von Samsung
- Frequenzbereich: 20 bis 20.000 Hz
- 1 und 2 GB Flash-Speicher von Samsung
- Lithium-Ionen-Akku fest eingebaut
- Bedienelemente auf der Vorderseite: Mechanische Tasten für Play/Pause, Lautstärke und Vor/Zurück; auf der Rückseite: Wahlschieber für Zufallswiedergabe und normale Reihenfolge, Batteriestatustaste
- Zwei Leuchtdioden auf den beiden Mittelseiten informieren über den Status des iPods.
- Kopfhörerausgang wird als Kopfhöreranschluss und als USB 2.0 Ausgang für das mitgelieferte Dock zur Datenübertragung und zum Aufladen des Akkus benutzt.

## Sonstiges

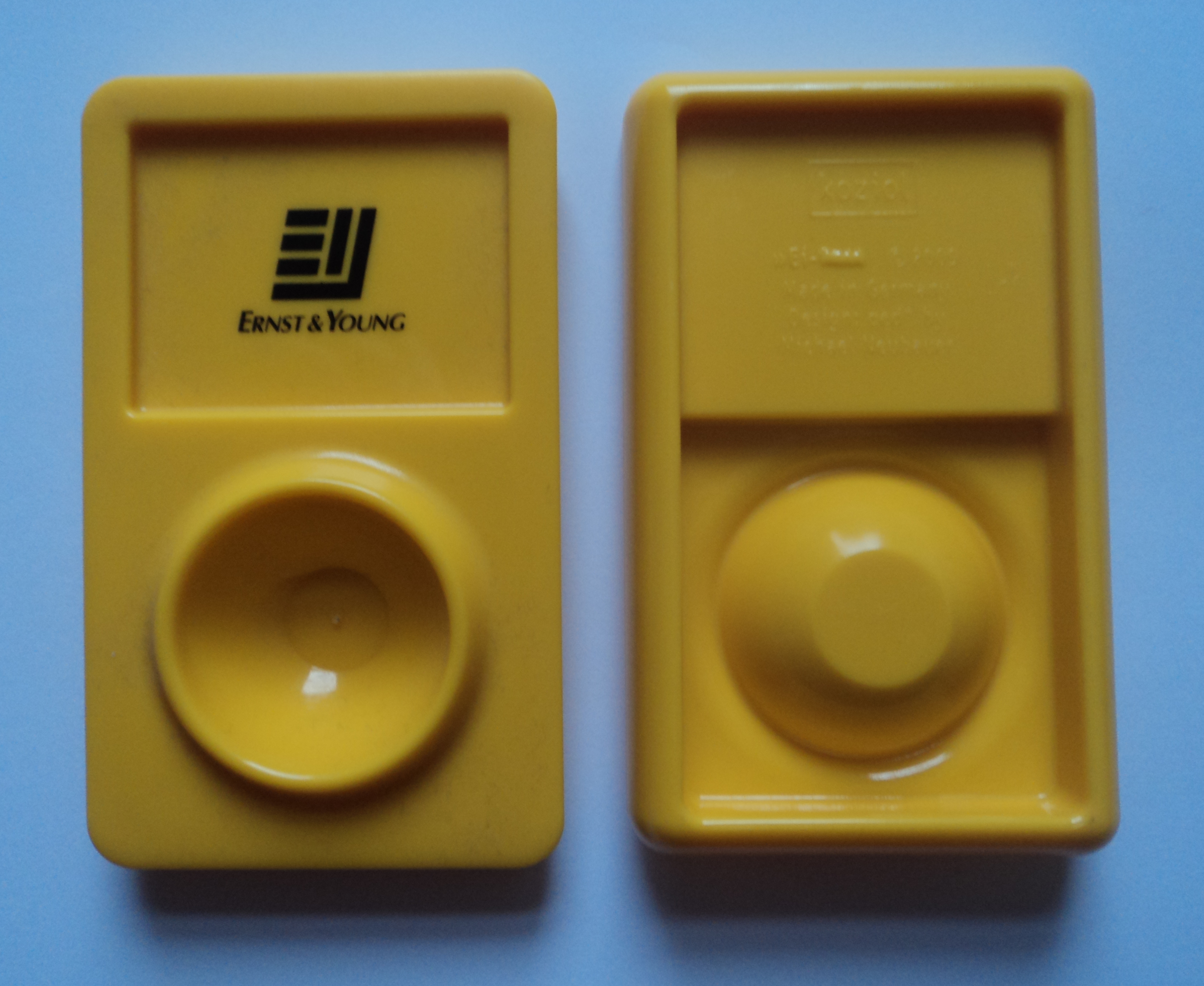
Vorder- und Rückseite eines „Ei-Pott“ der Firma koziol mit dem Label von Ernst & Young. Auf der Rückseite sieht man das nach dem Markenrechtsstreit unkenntlich gemachte „Pott“.

- Das Gehäuse des iPods zeigt Ähnlichkeit mit den von Dieter Rams entworfenen, in den 1960er Jahren produzierten Braun-Taschenradios.[39][40][41]

- Die Aussprache des Gerätes führte unter manchen Nutzern zu der parodierenden Bezeichnung „Ei-Pott“. Dies ist als umgangssprachlicher Scherz zu bewerten. Für den Namensschutz von „iPod“ zog Apple vor Gericht und verklagte das Unternehmen koziol wegen eines Eierbechers des Designers Michael Neubauer. Das Erbacher Unternehmen vertrieb diesen bislang unter der Bezeichnung „eiPOTT“. Das Hanseatische Oberlandesgericht in Hamburg hat im August 2010 die Verwechslungsgefahr des Namens „eiPott“ mit dem Medienabspielgerät des Herstellers Apple anerkannt.[42] Nach Angaben von koziol hatte Apple bislang vergeblich versucht, die Herstellung generell und im zweiten Anlauf den Vertrieb des Eierbechers verbieten[43] zu lassen.